# Wolfsburg

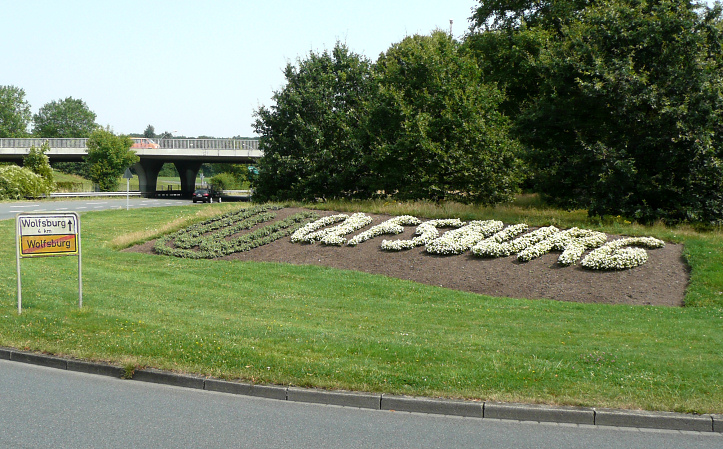
Schriftzug Wolfsburg als Rabatte am Ortseingang, das W als Logo des VfL Wolfsburg gestaltet

Wolfsburg ist eine kreisfreie Großstadt im Osten des Landes Niedersachsen. Die Stadt wurde 1938 als Sitz des Volkswagenwerks gegründet und ist mit 129.560 Einwohnern (Stand 31. Dezember 2024) die fünftgrößte Stadt in Niedersachsen. Die Volkswagen-Fabrik in Wolfsburg war mit einer Fläche von 6,5 Quadratkilometern bis zum Bau der Tesla Gigafactory 5 in Texas im Jahr 2022 die größte Fabrik der Welt.
Wolfsburg zählt zu den wenigen Stadtgründungen in der ersten Hälfte des 20. Jahrhunderts in Deutschland. Bis Mai 1945 trug die Stadt den Namen Stadt des KdF-Wagens bei Fallersleben. Die Stadt war als Wohnort für die Mitarbeiter des Volkswagenwerkes konzipiert, in dem der KdF-Wagen – der spätere VW Käfer – produziert werden sollte.
1972 überschritt die Einwohnerzahl die Grenze von 100.000, wodurch Wolfsburg zur Großstadt wurde. Im Jahr 2010 war das Bruttoinlandsprodukt pro Kopf das höchste aller deutschen Städte.
Wolfsburg bildet mit den Städten Braunschweig und Salzgitter eine Regiopolregion sowie eines der neun Oberzentren in Niedersachsen und gehört zur Metropolregion Hannover-Braunschweig-Göttingen-Wolfsburg. Die nächstgelegenen größeren Städte sind Braunschweig rund 26 Kilometer südwestlich, Magdeburg rund 64 Kilometer südöstlich und Hannover rund 74 Kilometer westlich.

## Geografie

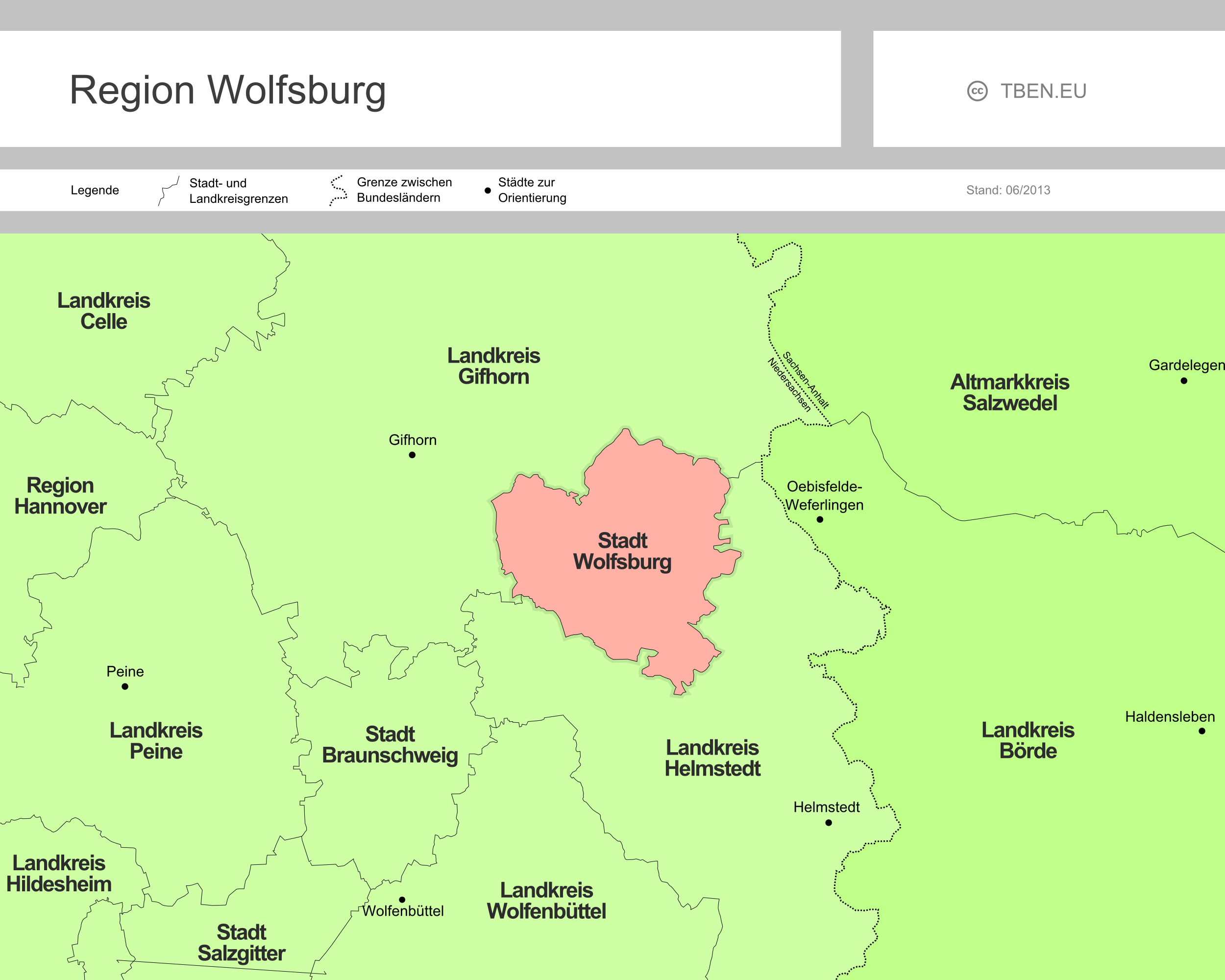
Übersicht der Region

Niederschlagsdiagramm, Daten von 1981–2010

Das Aller-Urstromtal mit dem Mittellandkanal verläuft in Ost-West-Richtung durch Wolfsburg. Das Stadtgebiet greift im Süden auf die Hochfläche des Ostbraunschweigischen Flachlands, im Norden auf den Vorsfelder Werder, im Westen auf das Feuchtgebiet Barnbruch und im Osten auf das Niedermoorgebiet Drömling über. Der höchste Punkt liegt mit 140 m ü. NHN bei Almke, der niedrigste mit 54 m ü. NHN im Ilkerbruch. Die höchste Erhebung in der Kernstadt ist mit 110 m ü. NHN der Klieversberg.

### Klima
Der Jahresniederschlag betrug im Referenzzeitraum zwischen 1960 und 1990 im Mittel 603 mm und lag damit unter dem Durchschnitt der in Deutschland erfassten Werte. Der trockenste Monat ist Februar (37 mm), die meisten Niederschläge fallen im Juni (70 mm). Die Niederschläge variieren kaum, sind aber im Sommer am höchsten.
Die Jahresdurchschnittstemperatur beträgt 10,1 °C, der kälteste Monat ist Januar mit durchschnittlich 1,6 °C, der wärmste ist Juli mit 19,2 °C.

### Nachbarkreise und -gemeinden
Die nachfolgenden Landkreise, Städte und Gemeinden grenzen an die Stadt Wolfsburg (im Uhrzeigersinn, beginnend im Westen):
- Landkreis Gifhorn: Calberlah, Osloß, Weyhausen, Tappenbeck, Jembke, Tiddische, Rühen
- Landkreis Helmstedt: Danndorf, Velpke, Groß Twülpstedt, Königslutter am Elm, Lehre

### Stadtgliederung

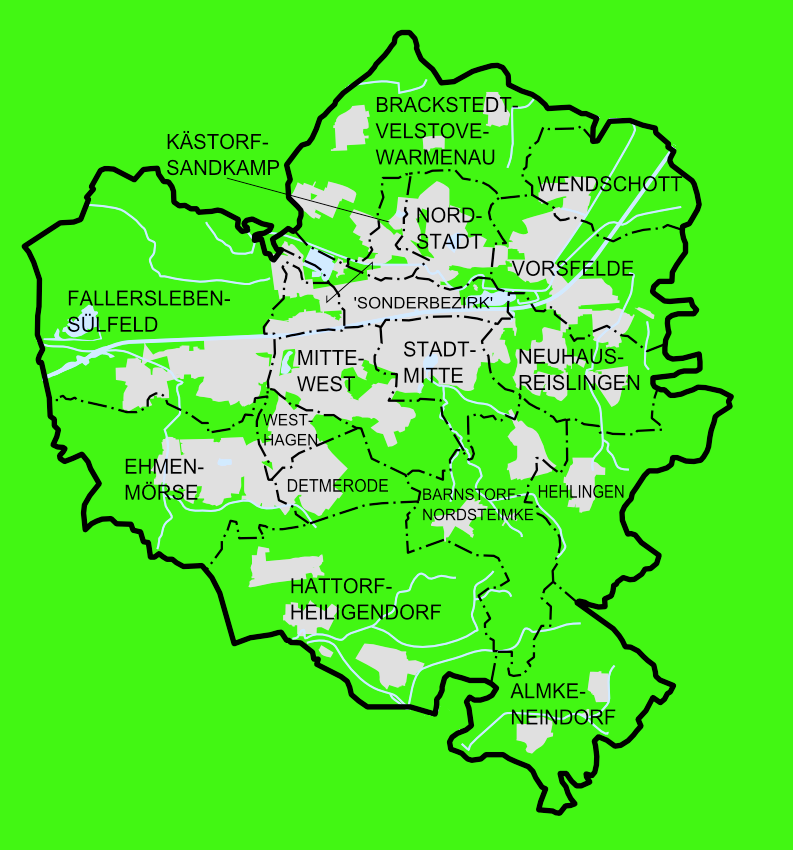
Gliederung der Stadt und Flächennutzung

Gliederung der Stadt Wolfsburg

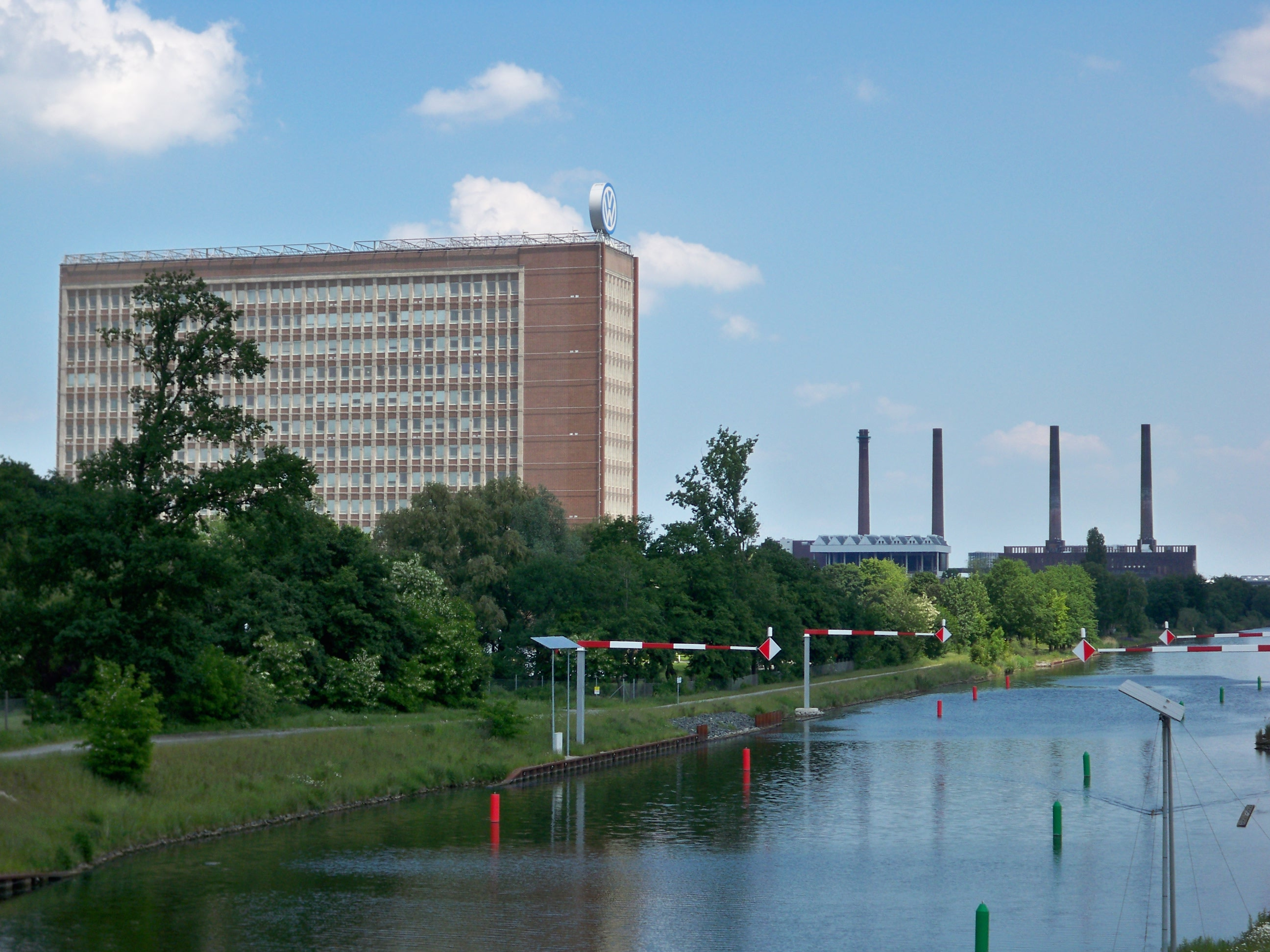
Der Mittellandkanal neben dem VW-Werk

Die Stadt Wolfsburg ist eine Einheitsgemeinde und gliedert sich in 16 Ortschaften nach § 90 NKomVG, die sich wiederum in 41 Stadtteile gliedern. Jede der 16 Ortschaften wird durch einen Ortsrat vertreten. Jeder Ortsrat hat einen Ortsbürgermeister als Vorsitzenden. Die Ortsräte werden von den Bürgern direkt gewählt und sind in ihrem Gebiet zu allen wichtigen Angelegenheiten anzuhören.
Die 16 Ortschaften und die zugehörigen Stadtteile:
| Lage | Beispielbild | Ortschaft                    | Untergliederung                                                                                    | Einwohner (31.12.2023, Hauptwohnsitz) | Ortsrat (stimmberechtigte Mitglieder) |
| ---- | ------------ | ---------------------------- | -------------------------------------------------------------------------------------------------- | ------------------------------------- | ------------------------------------- |
|      |              | Almke-Neindorf               | Almke Neindorf                                                                                     | 2087                                  | 7                                     |
|      |              | Barnstorf-Nordsteimke        | Barnstorf Nordsteimke                                                                              | 3503                                  | 9                                     |
|      |              | Brackstedt-Velstove-Warmenau | Brackstedt Velstove Warmenau                                                                       | 3817                                  | 9                                     |
|      |              | Detmerode                    | -                                                                                                  | 7902                                  | 13                                    |
|      |              | Ehmen-Mörse                  | Ehmen Mörse                                                                                        | 9398                                  | 13                                    |
|      |              | Fallersleben-Sülfeld         | Fallersleben Sülfeld                                                                               | 14375                                 | 17                                    |
|      |              | Hattorf-Heiligendorf         | Hattorf Heiligendorf                                                                               | 4510                                  | 9                                     |
|      |              | Hehlingen                    | -                                                                                                  | 1772                                  | 7                                     |
|      |              | Kästorf-Sandkamp             | Kästorf Sandkamp                                                                                   | 1949                                  | 9                                     |
|      |              | Mitte-West                   | Eichelkamp Hageberg Hohenstein Klieversberg Laagberg Rabenberg Wohltberg                           | 18425                                 | 17                                    |
|      |              | Neuhaus-Reislingen           | Neuhaus Reislingen                                                                                 | 7581                                  | 11                                    |
|      |              | Nordstadt                    | Alt-Wolfsburg Kreuzheide Teichbreite Tiergartenbreite                                              | 9678                                  | 15                                    |
|      |              | Stadtmitte                   | Hellwinkel Heßlingen Köhlerberg Rothenfelde Schillerteich Stadtmitte Steimker Berg Steimker Gärten | 17667                                 | 17                                    |
|      |              | Vorsfelde                    | -                                                                                                  | 12389                                 | 17                                    |
|      |              | Wendschott                   | -                                                                                                  | 4037                                  | 7                                     |
|      |              | Westhagen                    | -                                                                                                  | 9141                                  | 15                                    |

### Sonderbezirk
Einen Sonderfall stellt das Gebiet mit Volkswagenwerk und Allerpark in der Stadtgliederung dar. Obwohl es sich fast mittig im Wolfsburger Stadtgebiet befindet, ist es keiner Ortschaft zugeordnet, sondern wird als „Sonderbezirk“ geführt. Ziel der Stadt Wolfsburg ist es, langfristig den Allerpark politisch zuzuordnen. Jedoch erhebt die Ortschaft Nordstadt ebenso wie die Stadtmitte Ansprüche auf den Allerpark. Der Ostteil des Allersees, der sich im Allerpark befindet, gehört politisch zur Ortschaft Neuhaus-Reislingen. Das liegt an den alten Gemarkungsgrenzen, die durch die Gebietsreform 1972 nicht geändert wurden.

### Naturschutzgebiete
Im Wolfsburger Stadtgebiet sind acht Naturschutzgebiete (NSG) ausgewiesen. Im Westen liegen im Aller-Urstromtal die Gebiete „Allertal zwischen Gifhorn und Wolfsburg“, „Barnbruch“, „Ilkerbruch“, „Düpenwiesen“ und „Südliche Düpenwiesen“, im Osten ebenfalls im Aller-Urstromtal das NSG „Wendschotter und Vorsfelder Drömling mit Kötherwiesen“ und im Süden die Gebiete „Barnstorfer Wald“ und „Talniederung im Barnstorfer Wald“.
Siehe auch:
- Liste der Naturschutzgebiete in Wolfsburg
- Liste der Landschaftsschutzgebiete in Wolfsburg
- Liste der Naturdenkmale in Wolfsburg
- Liste der geschützten Landschaftsbestandteile in Wolfsburg

## Geschichte

### Vorgeschichte der Stadt Wolfsburg

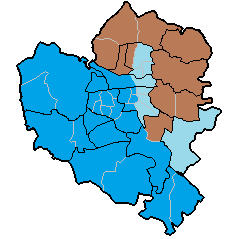
Landes- und Provinzzugehörigkeit des heutigen Stadtgebietes bis 1932: Freistaat Braunschweig (braun), Provinz Hannover (Freistaat Preußen, dunkelblau), Provinz Sachsen (Freistaat Preußen, hellblau)

Im Jahre 1302 wurde die Wolfsburg als Sitz des Adelsgeschlechts derer von Bartensleben erstmals urkundlich erwähnt. Anfangs war dies ein Wohnturm an der Aller, der erst in späteren Jahrhunderten seinen wehrhaften Charakter als Wasserburg erhielt. Eine Vorgängeranlage war vermutlich die um 1200 entstandene Turmhügelburg Rothehof der Rothehöfer Linie des Geschlechts. 1372 folgte die erste urkundliche Erwähnung der Burg Neuhaus. Nach dem Erlöschen des Geschlechts derer von Bartensleben 1742 ging ihr Besitz einschließlich der Wolfsburg durch Erbgang an die Grafen von der Schulenburg über. Das gräfliche Gut war ein bedeutender Arbeitgeber für die der Burg nahe liegenden Siedlungen Rothenfelde und Heßlingen sowie den schulenburgischen Gutsweiler Rothehof.
Einige der heutigen Ortsteile, darunter Heßlingen mit dem bis 1928 als Gutsbezirk selbstständigen Wolfsburg, gehörten im 18. Jahrhundert zum Holzkreis des Herzogtums Magdeburg und bildeten so preußische Exklaven zwischen zwei welfischen Territorien. 1932 wurden sie aus dem Landkreis Gardelegen, der seit 1816 zur preußischen Provinz Sachsen gehörte, in den Landkreis Gifhorn der (seit 1866 ebenfalls preußischen) Provinz Hannover umgegliedert. Andere Ortsteile, wie Vorsfelde und die vom Landkreis Helmstedt zu Wolfsburg gekommenen Dörfer, gehörten über Jahrhunderte zum Gebiet des Herzogtums Braunschweig, hingegen Fallersleben und die schon vor 1932 zum Landkreis Gifhorn gehörenden Dörfer zum Kurfürstentum bzw. Königreich und zuletzt Provinz Hannover.
Über das heutige Stadtgebiet verlief im 18. und 19. Jahrhundert die Postroute Braunschweig–Calvörde.

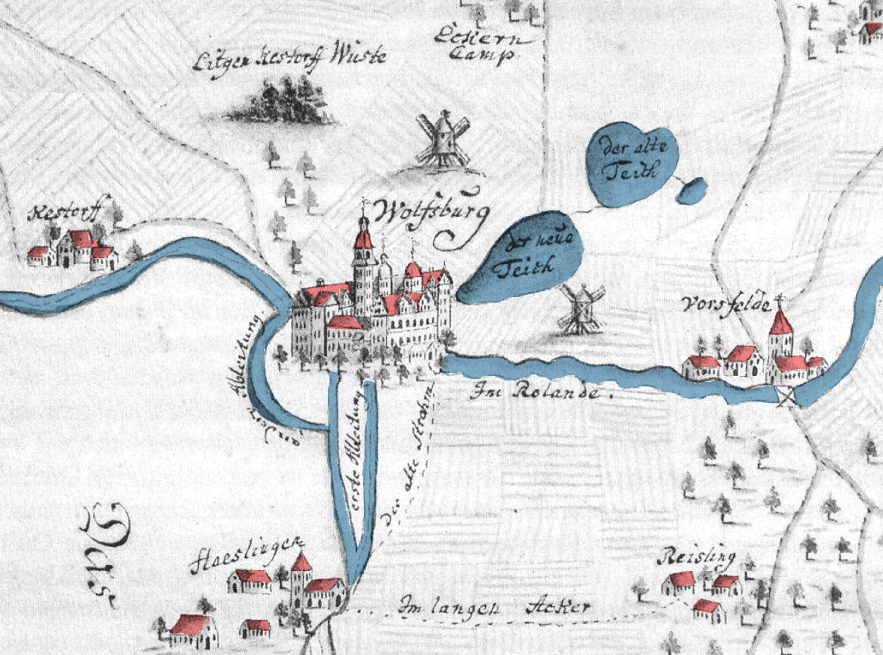
Karte vom Umland von Schloss Wolfsburg etwa 16. Jahrhundert (farblich nachkoloriert)
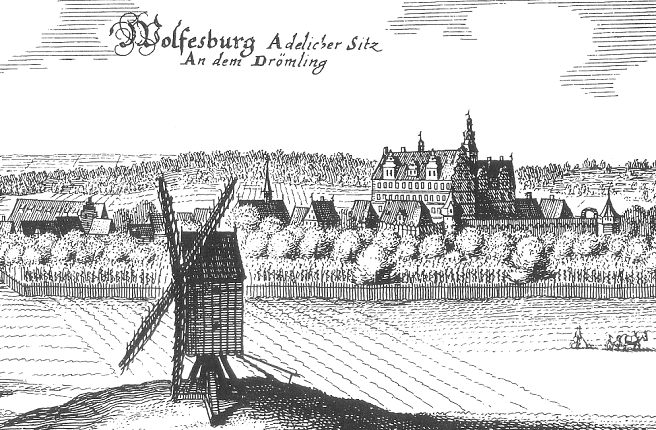
Merian-Stich der Gegend um Schloss Wolfsburg um 1654
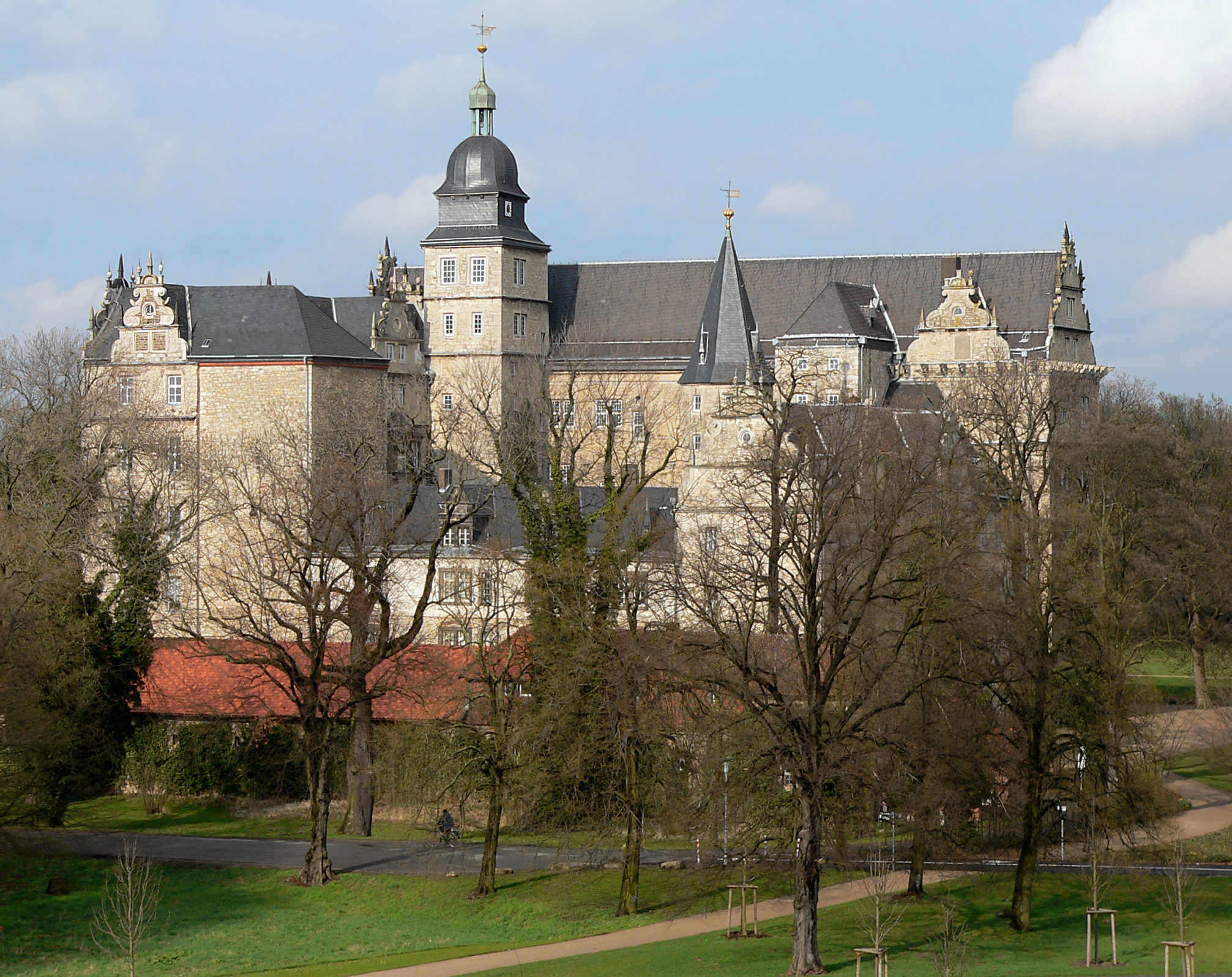
Schloss Wolfsburg (Südwest-Seite)
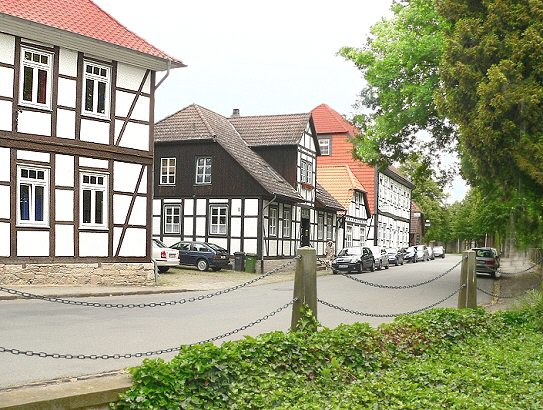
Schlossstraße in Alt-Wolfsburg nahe dem Schloss Wolfsburg

### Stadt- und Werksgründung sowie Zweiter Weltkrieg

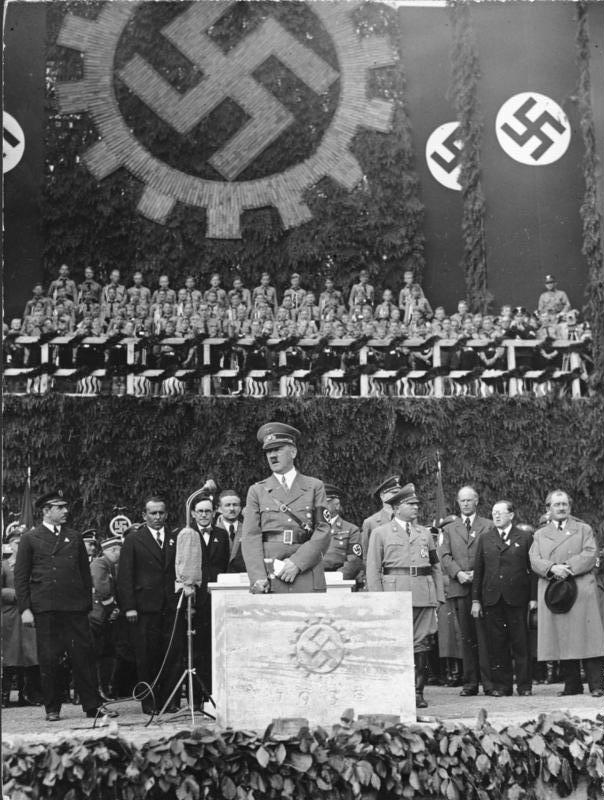
Grundsteinlegung des Volkswagenwerks durch Adolf Hitler, 1938

Am 8. März 1934 forderte Adolf Hitler bei der Eröffnung der 24. Internationalen Automobil- und Motorrad-Ausstellung (IAMA) in Berlin den Bau eines Wagens für breite Schichten der Bevölkerung. Als Standort für die Fabrik zum Bau dieses Automobils und der für die Belegschaft erforderlichen Stadt – das heutige Wolfsburg – wurde Ende 1937/Anfang 1938 von der Gesellschaft zur Vorbereitung des Deutschen Volkswagens mbH (GeZuVor) ein Gebiet nahe Schloss Wolfsburg ausgewählt, dessen Grund und Boden überwiegend Günther Graf von der Schulenburg gehörte. Um einer befürchteten Enteignung zuvorzukommen, verkaufte Graf von der Schulenburg mit Kaufvertrag vom 12. Juli 1938 das Gut Wolfsburg an die GeZuVor, ferner das Forstrevier Rothehof sowie Grundbesitz in Heßlingen und Sandkamp, Schloss Wolfsburg blieb vom Verkauf ausgenommen. 1937 erwarb er mit den Mitteln aus der Veräußerung ein Gut in Golzow (Oderbruch) (575 ha), auch in Remplin wurde ein Gut (2038 ha) erworben.
Da mit dem Verlust des rund 2000 Hektar umfassenden Grund und Bodens und des Gutes die wirtschaftliche Grundlage zum Unterhalt des Schlosses verloren gegangen war, ließ er ab 1938 ein neues Schloss auf einem ihm gehörenden Waldgrundstück in der damaligen Gemeinde Tangeln in der Altmark, rund 35 Kilometer von Schloss Wolfsburg entfernt, erbauen. Von 1939 bis 1940 diente er als Rittmeister der Reserve einer Militärischen Aufklärungsabteilung am Westwall als Kommandeur. Anschließend konnte er sich wieder der Leitung seiner Güter und dem Bau von Schloss Neumühle widmen, das während seiner Abwesenheit seine Frau in Zusammenarbeit mit dem Architekten Paul Bonatz betreut hatte. Mitte November 1942 verließ Günther Graf von der Schulenburg mit seiner Familie Schloss Wolfsburg und bezog sein neu errichtetes Schloss Neumühle. Am 19. März 1943 verkaufte er Schloss Wolfsburg an die für die Produktion des Volkswagens gegründete Stadt des KdF-Wagens, das heutige Wolfsburg. Am 26. Mai 1938 legte Adolf Hitler den Grundstein für das Volkswagenwerk auf der Nordseite des Mittellandkanals, in dem ursprünglich der KdF-Wagen produziert werden sollte (später als VW Käfer gebaut).
Um die nötigen Arbeiter unterzubringen, sollte in unmittelbarer Nähe eine neue Stadt entstehen. Daher wurde mit Wirkung vom 1. Juli 1938 durch Verordnung des Oberpräsidenten der Provinz Hannover die „Stadt des KdF-Wagens bei Fallersleben“ im Landkreis Gifhorn gebildet. Sie bestand aus den vormaligen Gemeinden Rothehof-Rothenfelde und Heßlingen (einschließlich des Wohnplatzes Wolfsburg) sowie einzelnen Grundstücken der Gemeinden Mörse (Gemarkungen Mörse, Hattorf und Barnstorf), Sandkamp, Fallersleben und Hattorf, alle zum Landkreis Gifhorn gehörig. Das Zentrum der neuen Stadt sollte in der Gemarkung Heßlingen entstehen. Der Bau von Kirchen wurde ab 1939 bewusst ausgeschlossen, da Wolfsburg eine Stadt ohne Kirchen werden sollte. Bereits zu dieser Zeit wurde der Einsatz von ausländischen Facharbeitern in Erwägung gezogen. Die in Bahnhofsnähe errichtete Tullio-Cianetti-Halle erinnert mit ihrem Namen an ein 1937 ratifiziertes Abkommen mit der italienischen Mussolini-Regierung. Der an der Berlin-Lehrter Eisenbahn liegende Bahnhof trug weiterhin den Namen Rothenfelde-Wolfsburg.
Während des Zweiten Weltkriegs diente das neu gebaute Autowerk vor allem der Rüstungsindustrie, auch unter Einsatz tausender Zwangsarbeiter. In den für die Produktion der KdF-Wagen gebauten Hallen wurden Kübelwagen, Ersatzteile für Panzer und andere Rüstungsgüter wie die „Vergeltungswaffe 1“ produziert. KZ-Häftlinge wurden unter anderem im KZ Arbeitsdorf und im KZ-Außenlager Laagberg zwangsinterniert und unter menschenunwürdigen Bedingungen zum einen in der Rüstungsproduktion, aber hauptsächlich zu Bauarbeiten herangezogen.

### Erste Phase des Stadtaufbaus
Ende 1937 beauftragte die Gesellschaft zur Vorbereitung des Deutschen Volkswagens (GEZUVOR) den Architekten Peter Koller mit der Planung und dem Bau der neu zu gründenden Stadt mit bis zu 90.000 Einwohnern, die den vorläufigen Namen Stadt des KdF-Wagens trug. Es sollte eine vorbildliche Arbeiterstadt entstehen, um als Muster für andere städtebauliche Maßnahmen im Deutschen Reich zu dienen. Beim Bau der neuen Stadt konnte Koller die herkömmlichen baurechtlichen Beschränkungen umgehen, da das 1937 geschaffene Gesetz über die Neugestaltung deutscher Städte zur Anwendung kam. Koller hatte ab Herbst 1937 zusammen mit dem Garten- und Landschaftsplaner Wilhelm Heintz die Grundzüge der Stadtentwicklung anhand statistischer Untersuchungen des täglichen Bedarfs der zukünftigen Stadtbewohner und anhand eingehender topografischer Untersuchungen des vorhandenen Geländes entwickelt.

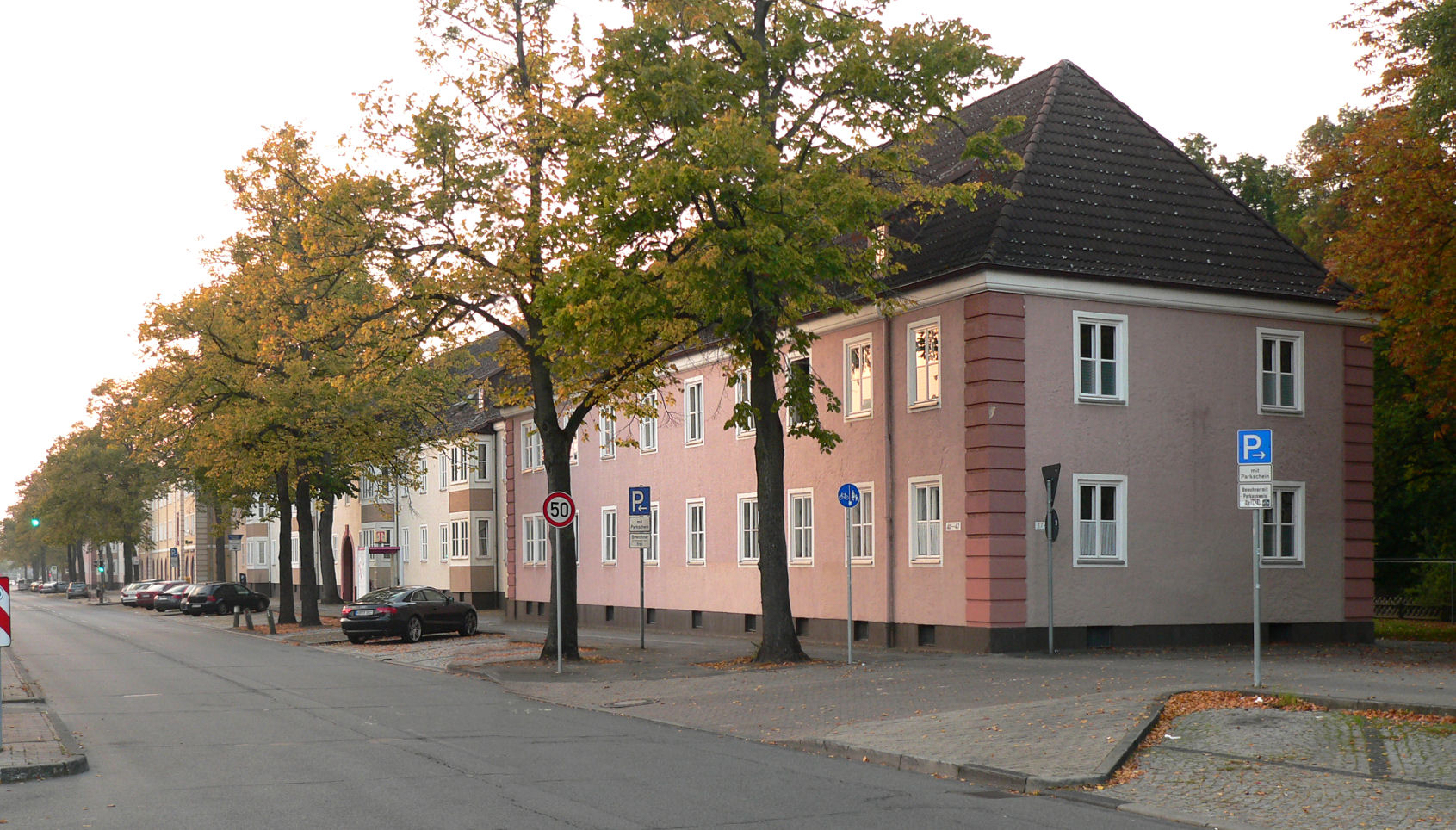
Zweigeschossige Wohnblocks der ersten Bauphase an der Goethestraße

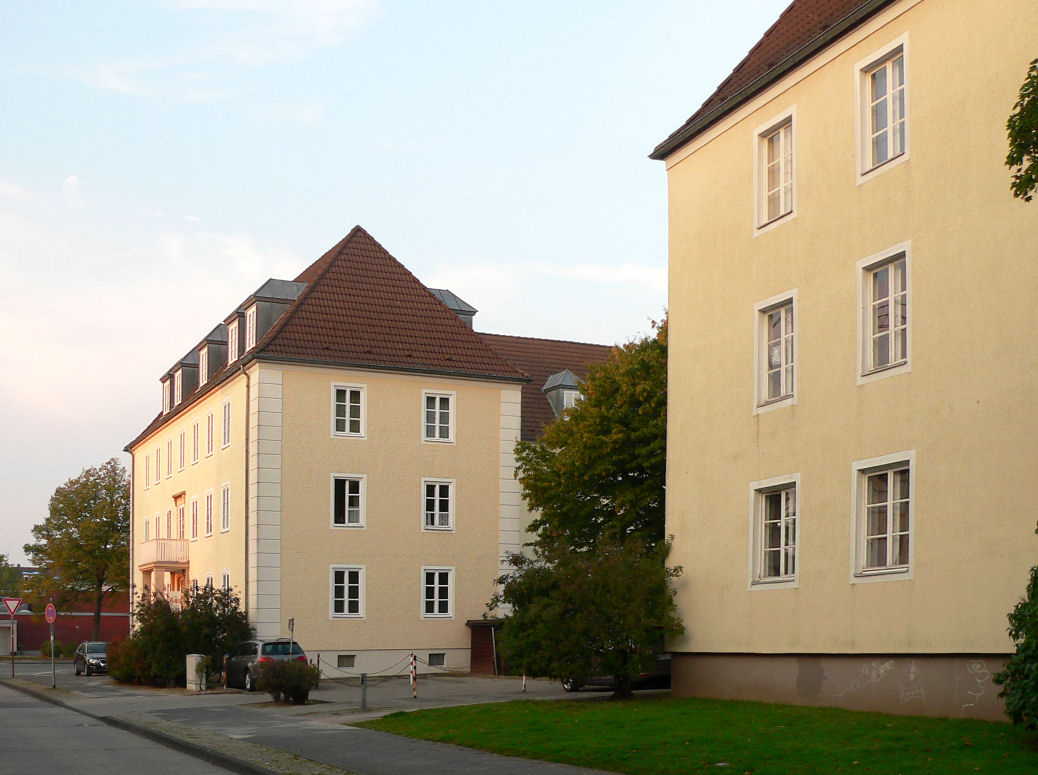
Dreigeschossige Wohngebäude in der Stadtmitte

Koller wurde 1938 Chef des Stadtbaubüros und unterstand im Sinne des „Führerprinzips“ zunächst direkt dem Generalbauinspektor für die Reichshauptstadt Albert Speer, später Robert Ley als Leiter der Deutschen Arbeitsfront (DAF). 1938 legte Koller seinen Entwurf („Koller-Plan“) für den Bau der neuen Stadt vor, der nach geringen Änderungen von Adolf Hitler genehmigt wurde. Nach dem „Koller-Plan“ war eine „Stadt im Grünen“ vorgesehen, die sich an die vorhandene Topografie anpasst. Darin stellte der Mittellandkanal die Trennlinie zwischen Wohnen und Arbeiten dar. Während das VW-Werk in dem flachen, baumarmen Niederungsgebiet nördlich des Kanals entstand, war das Südufer mit leichten Anhöhen und ausgedehnten Waldflächen der Stadt vorbehalten. Auf dem Klieversberg als der höchsten Stelle war eine „Stadtkrone“, grob angelehnt an Bruno Tauts propagiertes Konzept einer Stadtkrone, mit repräsentativen Parteibauten vorgesehen.
Baubeginn bei der Wohnbebauung mit 6700 geplanten Wohnungen im ersten Bauabschnitt war das Jahr 1938. Zuerst entstand die Siedlung Steimker Berg als Wohnquartier für Führungskräfte des Volkswagenwerks und der Stadtverwaltung. Weitere Wohnbauten wurden in den Stadtteilen Wellekamp und Schillerteich für Arbeiter errichtet. Für den Bau war die Neuland, Gemeinnützige Wohn- und Siedlungsgesellschaft der Deutschen Arbeitsfront in der Stadt des KdF-Wagens zuständig.
Ende 1941 kamen aufgrund der kriegsbedingten Materialknappheit und des Arbeitskräftemangels die Bauarbeiten zum Stillstand. Bis dahin waren lediglich knapp 2.900 Wohnungen fertiggestellt. In die bereits vorbereitete Stadtsilhouette wurden an Stelle der fehlenden festen Wohnbebauung Barackensiedlungen eingefügt. Kollers ursprüngliche Stadtplanung kam aufgrund des Zweiten Weltkriegs nur ansatzweise zur Verwirklichung. Neben den Wohnungen zählt zu den wenigen verwirklichten Bauvorhaben die – heute als Parkplatz genutzte – Prachtstraße am CongressPark, die nach der ursprünglichen Planung als Paradestraße für die Aufmärsche der NSDAP unterhalb der (geplanten) Residenz des „Führers“ auf dem Klieversberg dienen sollte. Von der geplanten riesigen Prachtstraße wurden nur rund hundert Meter errichtet.
Koller gab stets an, dass allgemein von den Anpassungen an den „Hitlerstil“ nicht das geringste verwirklicht oder ausgeführt wurde. Als anlässlich der Grundsteinlegung für die Stadt Hitler von einer „Lehrstätte der Stadtbaukunst“ sprach, sei er erschrocken gewesen, weil er keinerlei Hinweise, Vorstellungen oder Beschreibungen kannte, die Hitler als Richtschnur für seine Vorstellungen von einer solchen „Lehrstätte“ hätte dienen können. Erst später habe er erkannt, dass dieser „sich aus der Stimmung heraus von der Rede tragen ließ und dabei zu ganz irrationalen Aussagen kam“. Koller hatten bereits die Pläne zur Neugestaltung Berlins nicht zugesagt, trotzdem war er in seinen eigenen Entwürfen für eine Stadt des KdF-Wagens durchaus bereit, Zugeständnisse an die Monumentalästhetik des Nationalsozialismus zu machen. Er passte sich in der Führung der Hauptstraßenzüge und der geplanten Positionierung der Parteigebäude Hitlers architektonischen Auffassungen an.

### 1945 bis 1970

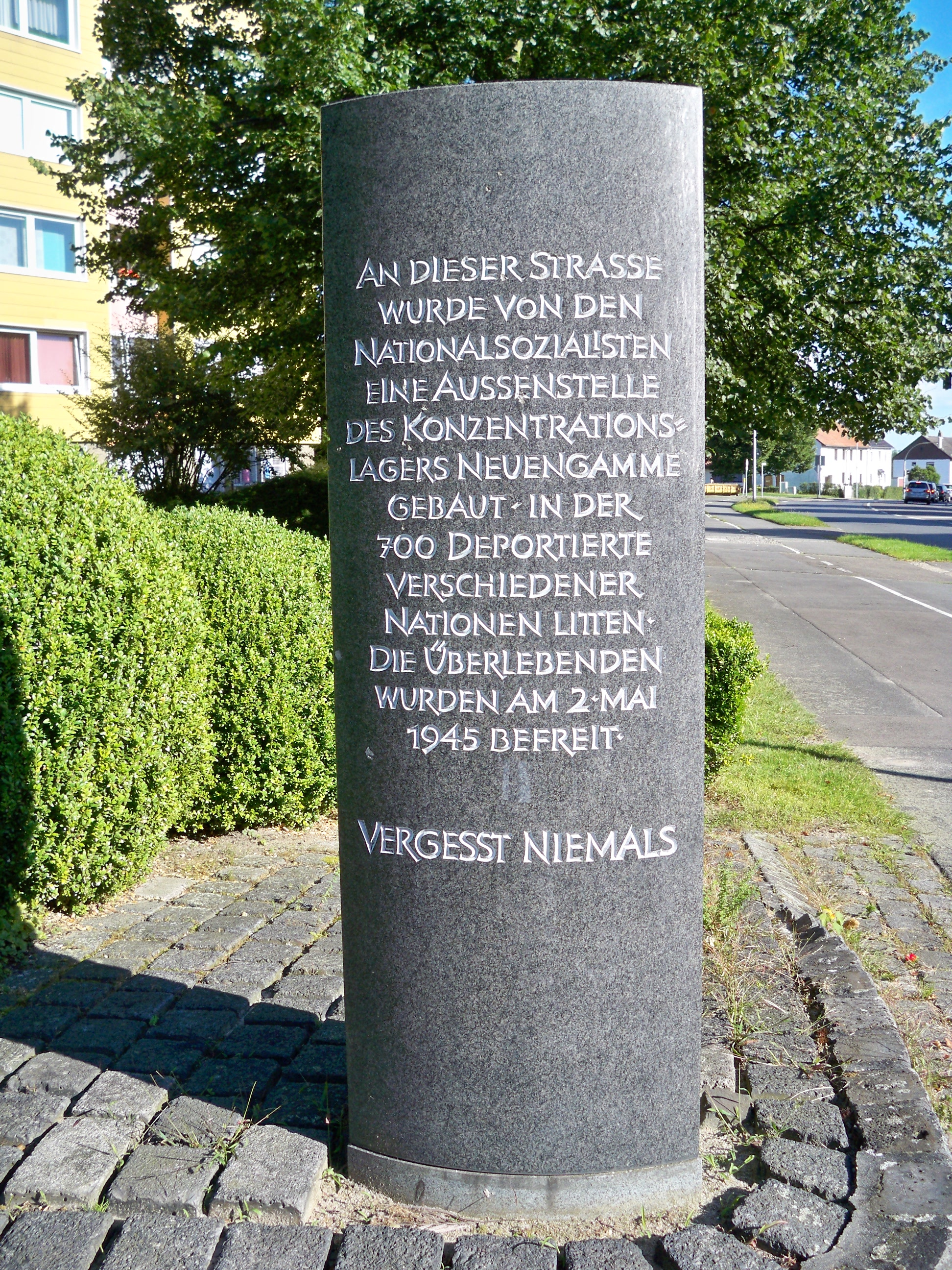
Mahnmal an der Breslauer Straße für das KZ-Außenlager Laagberg

Die Stadt war bei Kriegsende ein Torso mit einer größeren Anzahl von Barackenlagern, in denen vor allem Zwangsarbeiter, Kriegsgefangene und KZ-Häftlinge für das KdF-Werk untergebracht waren. Am 11. April 1945 wurde das Werk Ziel alliierter Luftangriffe und durch Fliegerbomben zu zwei Dritteln zerstört.
Am Abend des 12. April 1945 erreichten US-amerikanische Panzerspitzen Fallersleben. Sie stießen am folgenden Tag in Richtung Elbe vor, ohne die damalige „Stadt des KdF-Wagens“ zu durchfahren. Dies geschah in Kenntnis des Elends derartiger Lagerstädte und um sich nicht in Gefechten mit dem Volkssturm zu verzetteln. Erst mit dem Erscheinen weiterer amerikanischer Panzer am 14. April 1945 erfolgte die Besetzung der Stadt, ohne dass es zum Widerstand kam. Die große Zahl von Zwangsarbeitern und Kriegsgefangenen in den Barackenlagern wurde befreit.
Der amerikanische Stadtkommandant ernannte am 12. Mai 1945 aufgrund von Vorschlägen aus Gewerkschaftskreisen 13 Stadtverordnete. Die Stadtverordnetenversammlung trat am 25. Mai 1945, anderen Angaben zufolge am 12. Mai 1945, zum ersten Mal zusammen und beschloss auf Drängen der Besatzungsmacht die Änderung des bisherigen Stadtnamens „Stadt des KdF-Wagens bei Fallersleben“ in „Wolfsburg“. Damit erhielt die Stadt ihren endgültigen Namen nach dem bereits 1302 urkundlich erwähnten Schloss Wolfsburg. Die Keimzelle der Stadt wies bereits vor ihrer Gründung die topographische Bezeichnung „Wolfsburg“ auf, die auch (siehe oben „Vorgeschichte der Stadt Wolfsburg“) bis 1928 amtlicher Name des Gutsbezirks war. Nicht zutreffend ist die Behauptung, Adolf Hitlers Beiname „Wolf“ (enthalten etwa in „Wolfsschanze“) sei inspirierend gewesen, als die Stadt nach dem Ende des Zweiten Weltkrieges den Namen „Wolfsburg“ annahm. Am 3. Juni 1945 übernahm die Britische Militärregierung die Stadt von den Amerikanern.
Das Volkswagenwerk stand zunächst unter der Leitung des britischen Majors Ivan Hirst. Er verhinderte die Demontage der Fertigungsmaschinen, indem er dem Volkswagenwerk Aufträge der britischen Regierung verschaffte. Nur durch diese Aufträge konnte das VW-Werk nach Kriegsende bestehen bleiben und somit das Wachstum der Stadt Wolfsburg auslösen.
Nach dem Krieg wurden in den bestehenden Baracken viele Displaced Persons und Flüchtlinge untergebracht. Das Volkswagenwerk komplettierte zur Behebung der Wohnungsnot 1946–1947 die noch nicht fertiggestellten Baracken und diese wurden ganz allgemein genutzt. Aus früheren Barackenlagern entstanden Stadtteile der sich entwickelnden Industriestadt, ohne dass jahrzehntelang an die KZ-Häftlinge erinnert worden wäre.
1948 legte der Städteplaner und Architekt Hans Bernhard Reichow einen Plan zum weiteren Aufbau der Stadt vor. Er stand in der Tradition des landschaftlichen Bauens und diente in der Folgezeit als Leitlinie für die Errichtung neuer Stadtteile.
Bei den Kommunalwahlen 1948 erhielt die rechtsgerichtete Deutsche Rechtspartei in Wolfsburg über 60 Prozent der Stimmen. Die Wahl wurde später aus formalen Gründen annulliert. Zum 1. Oktober 1951 schied die Stadt aus dem Landkreis Gifhorn aus und wurde eine kreisfreie Stadt. Die kommenden Jahrzehnte waren geprägt durch das Wirtschaftswunder. Damit einher ging das schnelle Wachstum der Stadt und des Volkswagenwerks. Wolfsburg verzeichnete ab 1961 einen enormen Zuwachs durch Gastarbeiter, die vor allem aus Italien kamen. Zahlreiche repräsentative öffentliche Gebäude und Kirchen wurden errichtet, teilweise von namhaften Architekten.

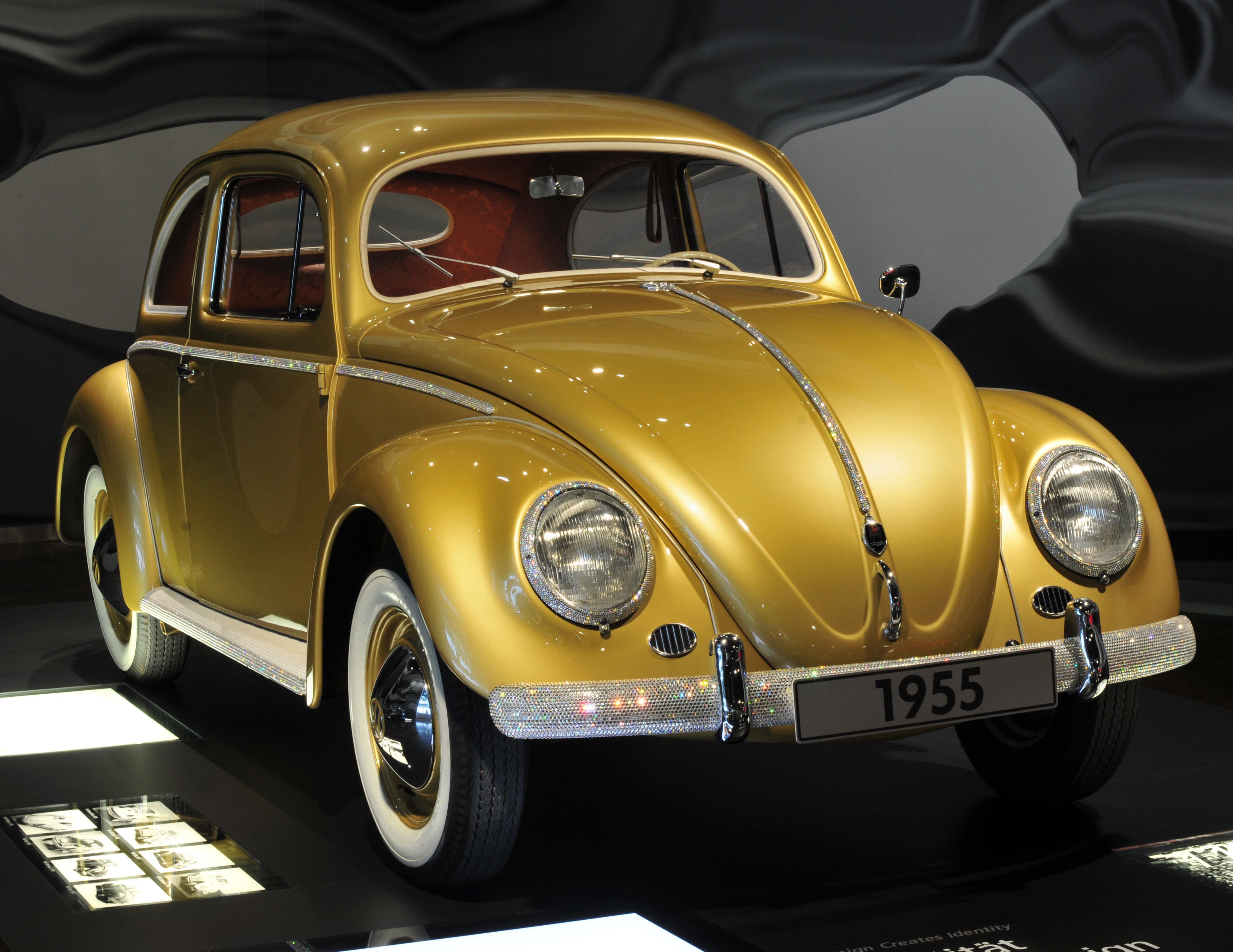
Der einmillionste Volkswagen vom 5. August 1955

Am 5. August 1955 lief der einmillionste Volkswagen in Wolfsburg vom Band. Dieses Ereignis wurde mit einem goldfarbenen Käfer gefeiert, bei dem zahlreiche Chromteile mit geschliffenen Glasperlen besetzt sind. 1958 wurde das Rathaus der Stadt eingeweiht. 1960 wandelte man die Volkswagenwerk GmbH in eine Aktiengesellschaft um.

### 1970 bis heute
Im Zuge der niedersächsischen Kommunalreform von 1972 wurden 20 Orte durch das Wolfsburg-Gesetz nach Wolfsburg eingemeindet (siehe auch unter Eingemeindungen). Dadurch überschritt die Einwohnerzahl die 100.000-Grenze und Wolfsburg erlangte mit nahezu 131.000 Einwohnern den Status einer Großstadt; die Stadtfläche vergrößerte sich von 35 auf 204 Quadratkilometer. Für die eingemeindeten Stadtteile wurden elf Ortschaften gebildet mit direkt gewählten Ortsräten und jeweils einem Ortsbürgermeister. 1973 wurde mit fast 132.000 die höchste Einwohnerzahl der Stadt erreicht.
Mit Wirkung vom 1. Februar 1978 wurde die Stadt Wolfsburg aus dem Regierungsbezirk Lüneburg ausgegliedert und dem Regierungsbezirk Braunschweig zugeordnet, ehe die Regierungsbezirke in Niedersachsen zum 1. Januar 2005 aufgelöst wurden. 1982 erhielt die Stadt mit der A 39 einen direkten Autobahnanschluss als Abzweigung von der A 2 (Oberhausen–Werder (Havel)) und 1988 wurde Wolfsburg zur Hochschulstadt, als die staatliche Fachhochschule Braunschweig/Wolfenbüttel (heute: Ostfalia – Hochschule für angewandte Wissenschaften) hier einen Standort einrichtete.
Im Jahre 1991 kamen zu den elf Ortschaften aus dem Jahre 1972 weitere drei hinzu (Detmerode, Westhagen und Nordstadt). 2001 wurden die Ortschaften Stadtmitte und Mitte-West gebildet. Damit ist Wolfsburg in 16 Ortschaften gegliedert.
Als „Sympathiekundgebung“ für den neuen VW Golf V nutzte die Stadt Wolfsburg vom 25. August bis 10. Oktober 2003 im Internet, dem Briefpapier der Stadt und auf Ortsschildern den Namen Golfsburg. Diese Aktion fand ein bundesweites Echo in der Presse, in Rundfunk- und Fernsehnachrichten.
In den Jahren 1983, 2005 und 2017 war die Stadt Wolfsburg Ausrichter des Kulturfestes Tag der Niedersachsen und 2004 und 2012 des Kulturfestes Tag der Braunschweigischen Landschaft.
Deutschlandweite Aufmerksamkeit erlangte Wolfsburg im Sommer 2009 durch den Gewinn der deutschen Fußballmeisterschaft mit dem VfL Wolfsburg. Die in der Innenstadt gefeierte Party mit etwa 100.000 Menschen war einzigartig in der Wolfsburger Stadtgeschichte.
2016 wurde Wolfsburg der Ehrentitel „Reformationsstadt Europas“ durch die Gemeinschaft Evangelischer Kirchen in Europa verliehen.
Im März 2019 wurde bekannt gegeben, dass der Nordkopf in einer Kooperation zwischen der Wolfsburg AG und der Signa Holding neu gestaltet wird. Das Projekt soll im Laufe der nächsten sieben Jahre ein neues Stadtzentrum schaffen.

### Eingemeindungen

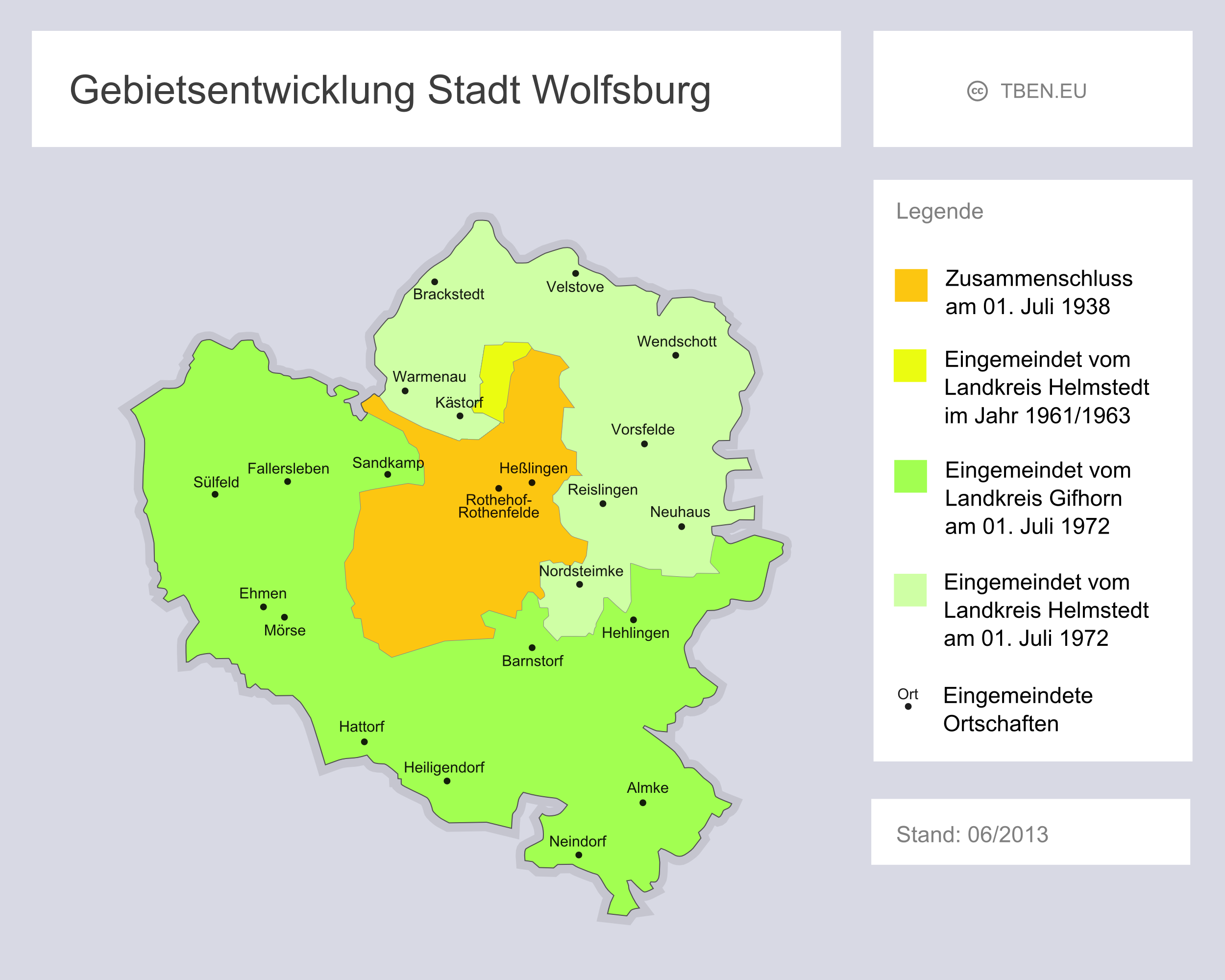
Eingemeindungen

Mit Wirkung vom 1. Juli 1938 wurden die Gemeinden Rothehof-Rothenfelde und Heßlingen (einschließlich des Wohnplatzes Wolfsburg) mit insgesamt 857 Einwohnern sowie zahlreichen Flurstücken der Gemeinden Mörse (Gemarkungen Mörse, Hattorf und Barnstorf), Sandkamp, Fallersleben und Hattorf (damals alle Landkreis Gifhorn) zur „Stadt des KdF-Wagens“ vereinigt, 1945 wurde sie in „Stadt Wolfsburg“ umbenannt. 1951 verließ sie den Landkreis Gifhorn und wurde kreisfrei. 1961 oder 1963 wurde – als erstes ehemals braunschweigisches Gebiet – der heutige Stadtteil Kreuzheide von Kästorf nach Wolfsburg umgemeindet.
Am 1. Juli 1972 wurden durch die Gebietsreform in Niedersachsen eingemeindet:
- vom Landkreis Gifhorn:
  - Stadt Fallersleben (rund 12.000 Einwohner)
  - Gemeinden Almke, Barnstorf, Ehmen, Hattorf, Hehlingen, Heiligendorf, Mörse, Neindorf, Sandkamp und Sülfeld

- vom Landkreis Helmstedt:
  - Stadt Vorsfelde (rund 11.000 Einwohner)
  - Gemeinden Brackstedt, Kästorf, Neuhaus, Nordsteimke, Reislingen, Velstove, Warmenau und Wendschott

### Einwohnerentwicklung

Einwohnerentwicklung von Wolfsburg von 1938 bis 2016

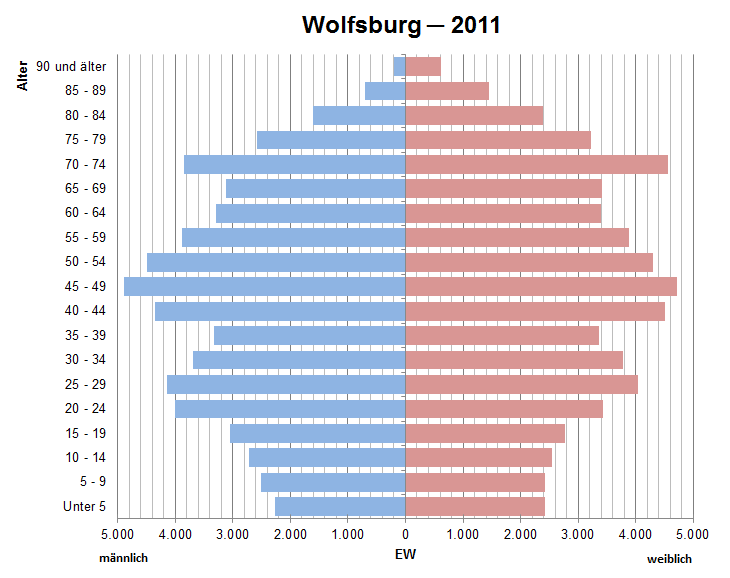
Bevölkerungspyramide der Stadt Wolfsburg (Datenquelle: Zensus 2011)

Von rund 1000 Einwohnern 1938 stieg die Bevölkerungszahl der Stadt bis 1950 auf 25.000 und verdoppelte sich bis 1958 auf 50.000. Durch Gründung neuer Stadtteile wie Detmerode und Westhagen stieg die Einwohnerzahl weiter rasch an. Am 1. Juli 1972 überschritt die Einwohnerzahl der Stadt Wolfsburg auf Grund der Eingemeindung mehrerer Orte die Grenze von 100.000, wodurch sie zur Großstadt wurde. 1973 erreichte die Bevölkerungszahl mit 131.971 ihren historischen Höchststand. Ende Dezember 2014 lebten in Wolfsburg nach Fortschreibung des Niedersächsischen Landesamtes für Statistik 123.027 Menschen mit Hauptwohnsitz.
Die folgende Übersicht zeigt die Einwohnerzahlen nach dem jeweiligen Gebietsstand. Dabei handelt es sich um Volkszählungsergebnisse (*) oder amtliche Fortschreibungen der jeweiligen Statistischen Ämter beziehungsweise der Stadtverwaltung selbst. Die Angaben beziehen ab 1938 auf die Wohnbevölkerung und seit 1987 auf die „Bevölkerung am Ort der Hauptwohnung“.
| Jahr                 | Einwohner |
| -------------------- | --------- |
| 31. Dezember 1938    | 1.144     |
| 17. Mai 1939 *       | 6.797     |
| 31. Dezember 1940    | 14.494    |
| 31. Dezember 1945    | 14.296    |
| 29. Oktober 1946 *   | 18.924    |
| 13. September 1950 * | 25.422    |
| 25. September 1956 * | 45.384    |
| 31. Dezember 1958    | 53.793    |
| 6. Juni 1961 *       | 64.562    |
| 31. Dezember 1965    | 84.099    |
| 27. Mai 1970 *       | 88.655    |
| 31. Dezember 1975    | 126.298   |

| Jahr                | Einwohner |
| ------------------- | --------- |
| 31. Dezember 1980   | 125.935   |
| 31. Dezember 1985   | 121.703   |
| 25. Mai 1987 *      | 124.896   |
| 31. Dezember 1990   | 128.510   |
| 31. Dezember 1995   | 126.331   |
| 31. Dezember 2000   | 121.805   |
| 31. Dezember 2005   | 121.199   |
| 31. Dezember 2010   | 121.451   |
| 31. Dezember 2011 * | 120.889   |
| 31. Dezember 2015   | 124.045   |
| 31. Dezember 2020   | 124.856   |
| 31. Dezember 2022   | 125.961   |

Im Jahr 2024 hatten etwa circa 56.400 Menschen (44 %) einen Migrationshintergrund.
| Rank | Nationalität        | Einwohnerzahl (31. Dezember 2024) |
| ---- | ------------------- | --------------------------------- |
| 1    | Italien             | 5.822                             |
| 2    | Ukraine             | 2.131                             |
| 3    | Polen               | 2.029                             |
| 4    | Indien              | 1.400                             |
| 5    | Türkei              | 1.001                             |
| 6    | Afghanistan         | 876                               |
| 7    | Tunesien            | 822                               |
| 8    | Iran                | 589                               |
| 9    | Kosovo              | 522                               |
| 10   | Kamerun             | 518                               |
| 11   | Volksrepublik China | 460                               |
| 12   | Serbien             | 320                               |
| 13   | Mexiko              | 283                               |
| 14   | Spanien             | 261                               |
| 15   | Vietnam             | 246                               |

## Religionen

### Konfessionsstatistik
Gemäß der Volkszählung 2011 waren 40,2 % der Einwohner evangelisch, 17,2 % römisch-katholisch und 42,6 % waren konfessionslos, gehörten einer anderen Glaubensgemeinschaft an oder machten keine Angabe. Der Anteil der Protestanten und Katholiken an der Gesamtbevölkerung ist seitdem beträchtlich gesunken. Ende 2024 waren von den 128.213 Einwohnern 25,8 % (33.056) evangelisch, 13,5 % (17.290) katholisch und 60,7 % (77.858) waren konfessionslos oder gehörten einer anderen Glaubensgemeinschaft an. Ende 2023 waren von den Einwohnern 27,0 % evangelisch, 14,0 % katholisch und 59,0 % waren konfessionslos oder gehörten einer anderen Glaubensgemeinschaft an.

### Christliche Konfessionen
Das Gebiet der heutigen Stadt Wolfsburg gehörte bis 1946 zur Provinz bzw. zum Land Hannover und zum Freistaat Braunschweig. Daher gehörten die lutherischen Kirchengemeinden der Orte im heutigen Stadtgebiet Wolfsburgs auch zu diesen beiden Landeskirchen. An dieser Zugehörigkeit hat sich bis heute nichts geändert. Grob gesehen gehören die Kirchengemeinden der Kernstadt und des westlichen und südlichen Stadtgebiets zum Kirchenkreis Wolfsburg-Wittingen innerhalb des Sprengels Lüneburg der Evangelisch-lutherischen Landeskirche Hannovers und die Kirchengemeinden des östlichen und nördlichen Stadtgebiets zur Propstei Vorsfelde der Evangelisch-lutherischen Landeskirche in Braunschweig. Eine Gemeinde der Evangelisch-reformierten Kirche befindet sich ebenfalls in Wolfsburg sowie die Stadtmission und die Evangelische Gemeinschaft Fallersleben, die beide zum Ohofer Gemeinschaftsverband innerhalb des Evangelischen Gnadauer Gemeinschaftsverbands gehören (Gemeinschaften innerhalb der Evangelischen Kirche).
Von Anfang an zogen jedoch auch Katholiken nach Wolfsburg. Die Region gehört zum Bistum Hildesheim. Wolfsburg ist Sitz des Dekanates Wolfsburg-Helmstedt, es umfasst neben Wolfsburg auch den Landkreis Gifhorn und den Großteil des Landkreises Helmstedt. Zur Pfarrei St. Christophorus in der Innenstadt gehören heute auch die katholischen Kirchen in den Stadtteilen Alt-Wolfsburg und Detmerode. Die Kirchen in den Stadtteilen Rabenberg, Westhagen und Wohltberg wurden geschlossen. In Fallersleben und Vorsfelde befindet sich je eine weitere katholische Pfarrei.
Neuapostolische Kirchen befinden sich in den Stadtteilen Fallersleben und Köhlerberg, ihre Gemeinden gehören zum Kirchenbezirk Braunschweig. Die neuapostolische Kirche in Vorsfelde wurde aufgegeben. 1950 wurde die Gemeinde Wolfsburg gegründet, bereits ab 1948 fanden neuapostolische Gottesdienste von der schon 1923 gegründeten Gemeinde Fallersleben aus in einer Wolfsburger Schulbaracke statt. Ferner sind in Wolfsburg folgende Konfessionen freikirchlicher Struktur vertreten: Siebenten-Tags-Adventisten, Baptisten, Pfingstler, Gemeinde Gottes, Selbständige Lutheraner, Mennoniten, Methodisten und Apostelamt Jesu Christi. Außerdem finden sich in der Stadt zwei Versammlungen der Zeugen Jehovas.

### Judentum
Seit Februar 2005 besteht die Liberale Jüdische Gemeinde Wolfsburg-Region Braunschweig. Die orthodoxe jüdische Gemeinde zu Wolfsburg wurde im Herbst 2007 gegründet. Das jüdische Zentrum mit Gemeindesitz samt Synagoge befindet sich in Sandkamp.

### Islam

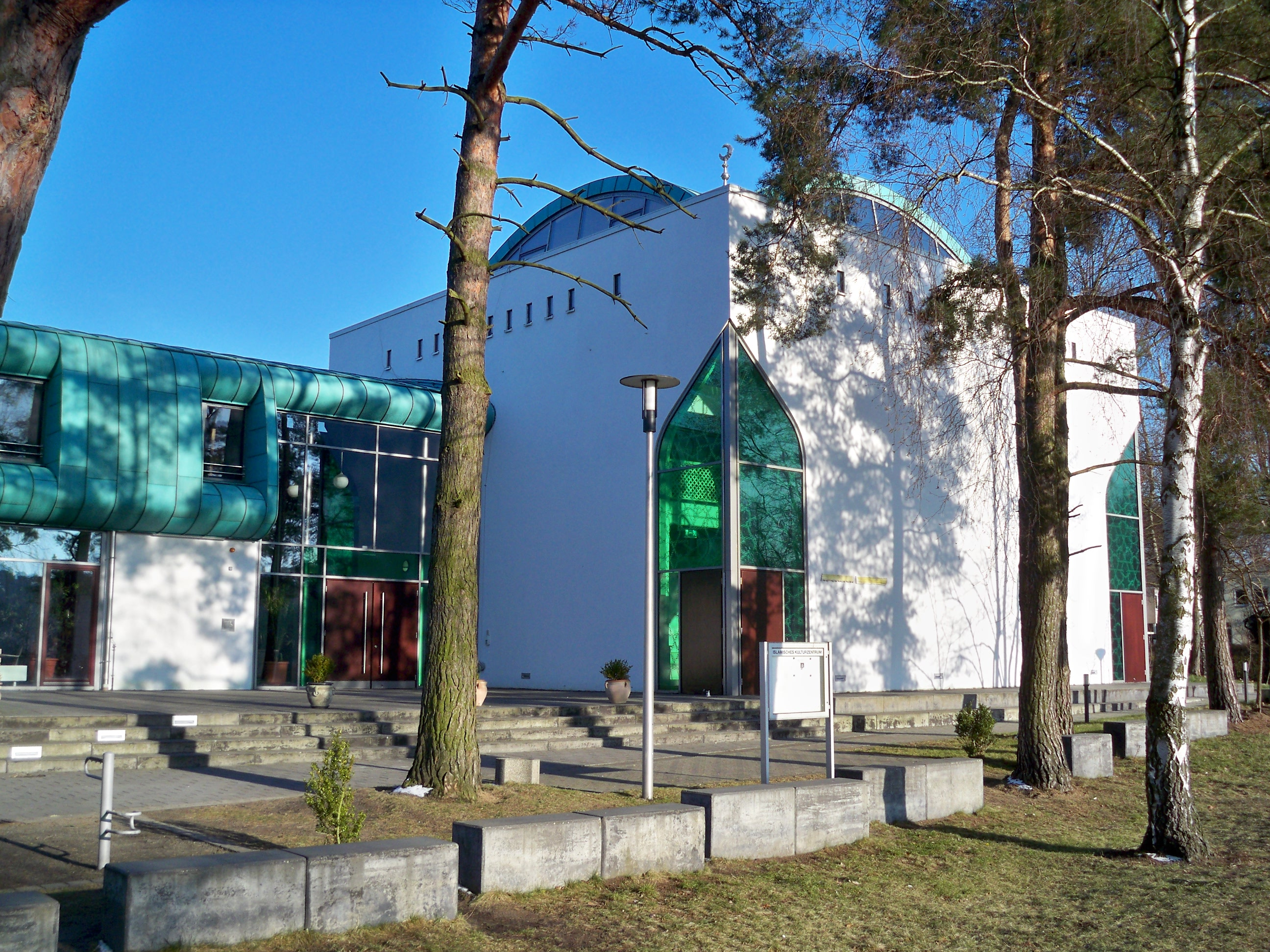
Die Al-Salam-Moschee des Islamischen Kulturzentrums

Das Islamische Kulturzentrum mit der Al-Salam-Moschee wurde 2006 eröffnet. Entworfen wurde es von dem Wolfsburger Architekturbüro Koller-Heitmann-Schütz. Hauptsponsor des Baus war der Herrscher des Emirats Schardscha Sultan bin Mohamed al-Qasimi. Die Moschee hat kein Minarett. Ferner gibt es in Wolfsburg die Eyüp-Sultan-Moschee der Türkisch-Islamischen Gemeinde zu Wolfsburg in der Stadtmitte.

## Politik und Verwaltung

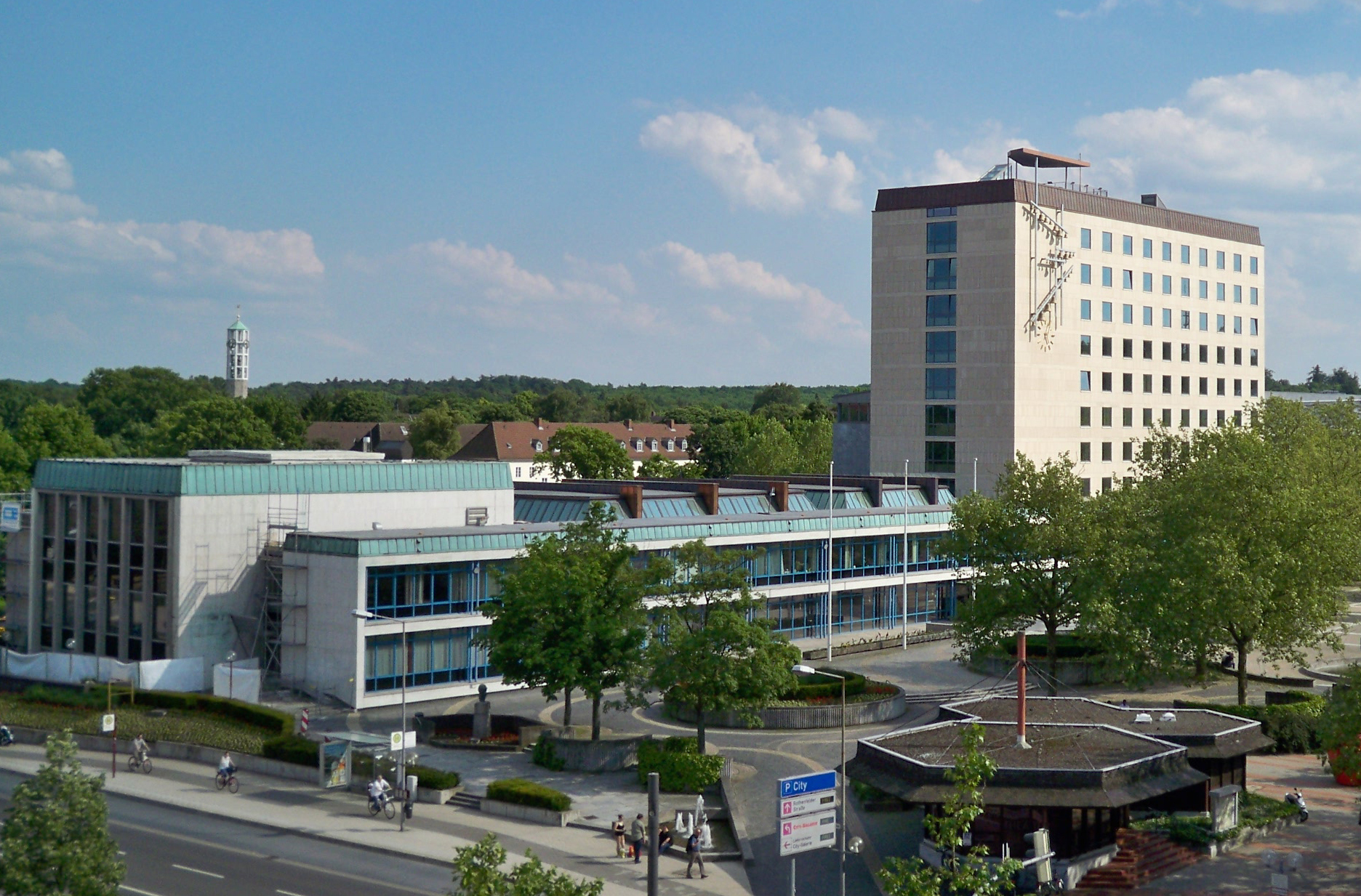
Rathaus (Hauptgebäude)

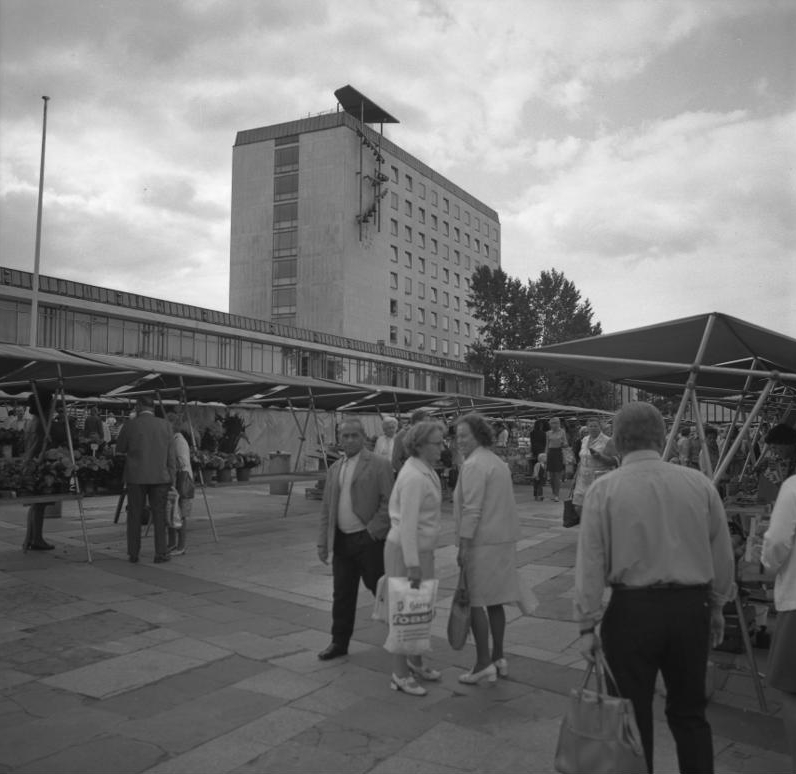
Beim Wochenmarkt 1973

An die Spitze der jungen „Stadt des KdF-Wagens“ wurde vom Regierungspräsidenten in Lüneburg mit Wirkung vom 1. Juli 1938 Regierungsassessor Karl Bock als kommissarischer Bürgermeister bestimmt. Auch seine Nachfolger wurden von der Regierung eingesetzt.
Im Jahr 1946 führte die Militärregierung der Britischen Besatzungszone die Kommunalverfassung nach britischem Vorbild ein. Danach gab es einen vom Volk gewählten Rat. Dieser wählte aus seiner Mitte den Bürgermeister bzw. Oberbürgermeister als Vorsitzenden und Repräsentant der Stadt, welcher ehrenamtlich tätig war. Daneben gab es ab 1946 einen ebenfalls vom Rat gewählten hauptamtlichen Stadtdirektor bzw. Oberstadtdirektor als Leiter der Stadtverwaltung. 2001 wurde in Wolfsburg die Doppelspitze in der Stadtverwaltung aufgegeben. Seither gibt es nur noch den hauptamtlichen Oberbürgermeister. Dieser ist Leiter der Stadtverwaltung und Repräsentant der Stadt. Er wird seit 2001 direkt vom Volk gewählt. Es gibt jedoch weiterhin einen eigenen Vorsitzenden des Rates, der nach jeder Kommunalwahl bei der konstituierenden Sitzung des Rates aus dessen Mitte gewählt wird.

### Rat
Der Rat ist die kommunale Volksvertretung der Stadt Wolfsburg. Über die Vergabe der 46 Sitze entscheiden die Bürger alle fünf Jahre in allgemeiner, unmittelbarer, freier, gleicher und geheimer Wahl. Die folgenden Diagramme zeigen das Ergebnis der Kommunalwahl vom 12. September 2021.
| Ratswahl Wolfsburg 2021vorläufiges Ergebnis; Wahlbeteiligung: 53,5 % 403020100 30,527,814,910,66,95,12,80,90,60,8 SPDCDUPUGGrüneAfDFDPLinkeVoltBasisÖDPSonst.Gewinne und Verlusteim Vergleich zu 2016 %p 4 2 0 −2 −4+0,6+2,9−2,4+3,1−3,6+1,8−0,2+0,9+0,6−2,8SPDCDUPUGGrüneAfDFDPLinkeVoltBasisÖDPSonst. | Sitzverteilung im Rat der Stadt Wolfsburg seit 2021Insgesamt 46 Sitze - Linke: 1 - SPD: 14 - Grüne: 5 - Volt: 1 - PUG: 7 - FDP: 2 - CDU: 13 - AfD: 3 |

### Verwaltung
Der Oberbürgermeister ist Chef der Verwaltung, also Vorgesetzter aller Mitarbeiter der Stadtverwaltung. Dabei unterstützen ihn fünf Dezernenten, die auf seinen Vorschlag hin als Wahlbeamte vom Rat gewählt werden. Sie bilden zusammen den Verwaltungsvorstand, in dem wöchentlich die wichtigsten Entscheidungen der Verwaltung beraten werden.
Wolfsburg ist eine kreisfreie Stadt. Als solche nimmt sie neben den Aufgaben als Gemeinde zusätzlich die eines Landkreises wahr.

### Bürgermeister und Oberbürgermeister seit 1938
| Name               | von                  | bis                | Amt                                                      | Partei    |
| ------------------ | -------------------- | ------------------ | -------------------------------------------------------- | --------- |
| Karl H. Bock       | 1. Juli 1938         | Dezember 1938      | kommissarischer Bürgermeister der „Stadt des KdF-Wagens“ | NSDAP     |
| Werner Steinecke   | Dezember 1938        | 1945               | Bürgermeister                                            | NSDAP     |
| Felix Laurent      | 14. Mai 1945         | 30. September 1945 | Bürgermeister                                            | SPD       |
| Siegfried Zaayenga | 1. Oktober 1945      | 25. September 1946 | Bürgermeister                                            | CDU       |
| Werner Kunze       | 25. September 1946   | 12. Juni 1947      | Bürgermeister                                            | SPD       |
| Karl Hieber        | 12. Juni 1947        | 20. Dezember 1948  | Bürgermeister                                            | SPD       |
| Heinrich Heuchling | 20. Dezember 1948    | 4. März 1949       | Bürgermeister                                            | DRP       |
| Ulrich Pusch       | 4. März 1949         | 21. Juni 1949      | Staatskommissar                                          | parteilos |
| Arthur Bransch     | 21. Juni 1949        | 4. Dezember 1953   | Bürgermeister, ab 28. November 1951 Oberbürgermeister    | CDU       |
| Friedrich Mock     | 4. Dezember 1953     | 17. Dezember 1954  | Oberbürgermeister                                        | BHE       |
| Arthur Bransch     | 17. Dezember 1954    | 28. April 1958     | Oberbürgermeister (2. Amtszeit)                          | CDU       |
| Uwe-Jens Nissen    | 28. April 1958       | 18. September 1961 | Oberbürgermeister                                        | SPD       |
| Hugo Bork          | 24. Oktober 1961     | 5. Juli 1972       | Oberbürgermeister                                        | SPD       |
| Volkmar Köhler     | 5. Juli 1972         | 15. November 1972  | Oberbürgermeister                                        | CDU       |
| Hugo Bork          | 15. November 1972    | 9. August 1974     | Oberbürgermeister (2. Amtszeit)                          | SPD       |
| Helmut Simson      | 17. September 1974   | 3. November 1976   | Oberbürgermeister                                        | SPD       |
| Rolf Nolting       | 3. November 1976     | 12. November 1986  | Oberbürgermeister                                        | CDU       |
| Werner Schlimme    | 12. November 1986    | 6. November 1996   | Oberbürgermeister                                        | CDU       |
| Ingrid Eckel       | 6. November 1996     | 22. Februar 2001   | Oberbürgermeisterin                                      | SPD       |
| Rolf Schnellecke   | 22. Februar 2001     | 31. Dezember 2011  | Oberbürgermeister                                        | CDU       |
| Klaus Mohrs        | 1. Januar 2012       | 30. September 2021 | Oberbürgermeister                                        | SPD       |
| Dennis Weilmann    | seit 1. Oktober 2021 |                    | Oberbürgermeister                                        | CDU       |

(Quelle: braunschweigischelandschaft.de)

### Stadtdirektoren und Oberstadtdirektoren 1946–2001
| Name               | von              | bis                | Amt                                                 | Partei    |
| ------------------ | ---------------- | ------------------ | --------------------------------------------------- | --------- |
| Johannes Dahme     | 1. August 1946   | 30. Juni 1950      | Stadtdirektor                                       | SPD       |
| Otto Grimm         | 15. Mai 1950     | 31. Oktober 1951   | Stadtdirektor, ab 1. Oktober 1951 Oberstadtdirektor | parteilos |
| Walter Wegner      | 1. Februar 1952  | 9. Mai 1953        | Oberstadtdirektor                                   | parteilos |
| Wolfgang Hesse     | 1. Oktober 1953  | 31. Oktober 1964   | Oberstadtdirektor                                   | CDU       |
| Günter Balk        | 16. Februar 1965 | 11. Oktober 1973   | Oberstadtdirektor                                   | parteilos |
| Werner Hasselbring | 23. Januar 1974  | 22. September 1982 | Oberstadtdirektor                                   | SPD       |
| Peter Lamberg      | 1. Mai 1983      | 30. April 1995     | Oberstadtdirektor                                   | CDU       |
| Rolf Schnellecke   | 1. Mai 1995      | 21. Februar 2001   | Oberstadtdirektor                                   | CDU       |

(Quelle: braunschweigischelandschaft.de)

### Verschuldung
Die Gesamtsumme der Schulden beim öffentlichen Bereich der Stadt Wolfsburg belief sich zum Jahresende 2012 auf 317,4 Millionen Euro. Jeder Einwohner war damit mit 2616 Euro verschuldet. Von den 103 kreisfreien Städten in Deutschland lag Wolfsburg damit bei der Pro-Kopf-Verschuldung auf Platz 90.

### Geplante Fusionen
Am 13. März 2013 beschloss der Rat einstimmig die Aufnahme von Fusionsverhandlungen mit dem Landkreis Helmstedt. Ziel der Verhandlungen soll die Auflösung des Landkreises Helmstedt und die Bildung eines Gemeindeverbandes Wolfsburg sein. Am selben Tag wurde ebenfalls einstimmig die Aufnahme von Fusionsverhandlungen mit der Nachbarstadt Königslutter am Elm zwecks Eingliederung in die Stadt Wolfsburg beschlossen. Die Fusionspläne in Gestalt eines Gemeindeverbandes Wolfsburg-Helmstedt wurden vom Land Niedersachsen als unvereinbar mit der Niedersächsischen Verfassung abgelehnt. Einen Beschluss, die Fusionsverhandlungen offiziell für beendet zu erklären, haben jedoch weder der Kreistag des Landkreises Helmstedt noch der Rat der Stadt Wolfsburg gefasst. Insofern ruhen die Fusionsgespräche bis auf Weiteres.

### Wappen
Der Entwurf des Wappens von Wolfsburg stammt von dem in Isernhagen geborenen und später in Hannover lebenden Heraldiker und Wappenmaler Gustav Völker, der schon die Wappen von Bergen, Salzgitter, Wunstorf und von vielen anderen niedersächsischen Städten entworfen hat. Das Wappen wurde 1947 durch Hauptsatzung eingeführt, nach einer stilistischen Vereinfachung am 23. März 1950 von der Stadtvertretung wiederum gebilligt und am 23. Mai desselben Jahres vom Niedersächsischen Minister des Innern genehmigt. 1952 wurde es, mit nochmaliger ministerieller Genehmigung vom 20. September und wiederum 1960/61 mit erneuter, wenngleich eigentlich überflüssiger Genehmigung des Lüneburger Regierungspräsidenten vom 7. März 1961 geringfügig überarbeitet; zunächst war das offene Burgtor schwarz mit goldenem Fallgitter, jetzt ist es silbern und geschlossen. Diese zeichnerische Veränderung wurde durch Klaus Grözinger durchgeführt.
| Wappen von Wolfsburg | Blasonierung: „In Rot über grünem, mit drei silbernen Wellenbalken belegtem Schildfuß, eine zweitürmige silberne Burg, auf deren Zinnenmauer über geschlossenem Tor ein goldener, blaubezungter, widersehender Wolf nach rechts schreitet.“ |
| Wappen von Wolfsburg | Wappenbegründung: Das Wappen mit dem Wolf und der Burg erklärt sich von selbst (sog. redendes Wappen); letztere erinnert zusätzlich an das Schloss Wolfsburg, das seit 1135 nachweisbar ist. Das rote Feld symbolisiert die ehemalige Gemeinde Rothehof-Rothenfelde, eine weitere Urzelle der Stadt. Die Wellen schließlich sind die der Aller. |

### Weitere Wappenvarianten und Stadtlogo
- Die Stadtflagge wurde bereits 1955 eingeführt.
- Für offizielle und hoheitliche Anlässe kommt das Wolfsburger Wappen zum Einsatz.
- In Imagekampagnen präsentiert sich die Stadt mit dem Namensgeber der Stadt, dem Wolf.

Banner
Flagge

### Städtepartnerschaften
Die Stadt Wolfsburg unterhält folgende Städtepartnerschaften:
- Marignane, Frankreich (seit 1963)
- Provinz Pesaro und Urbino, Italien (seit 1975)
- Halberstadt, Deutschland (seit 1989)
- Togliatti, Russland (seit 1991)
- Bielsko-Biała, Polen (seit 1998)
- Jiading (Stadtbezirk von Shanghai), Volksrepublik China (seit 2015)
- Jendouba, Tunesien (seit 2010 Städtefreundschaft, seit 2019 Städtepartnerschaft)

Ehemalige Partnerstadt:
- Luton, Vereinigtes Königreich (1950–2004); von Wolfsburg für beendet erklärt.[57]

### Städtefreundschaften
- Sarajevo, Bosnien und Herzegowina (seit 1985)
- Changchun, Volksrepublik China (seit 2006)
- Puebla, Mexiko (seit 2010)
- Toyohashi, Japan (seit 2011)
- Dalian, Volksrepublik China (seit 2011)
- Chattanooga, Vereinigte Staaten (seit 2011)
- Popoli, Italien (seit 2012)
- Nanhai (Stadtbezirk von Foshan), Volksrepublik China (seit 2016)

### Konsularische Vertretungen
- Italienische Konsularagentur

## Kultur und Sehenswürdigkeiten

### Landschaftsverbände
Die Stadt Wolfsburg ist Mitglied im Verband Braunschweigische Landschaft e. V. mit Sitz in Braunschweig sowie im Lüneburgischen Landschaftsverband e. V. mit Sitz in Uelzen. Diese Verbände wurden zur Pflege kultureller Einrichtungen in den Regionen gegründet.

### Theater und Veranstaltungszentren

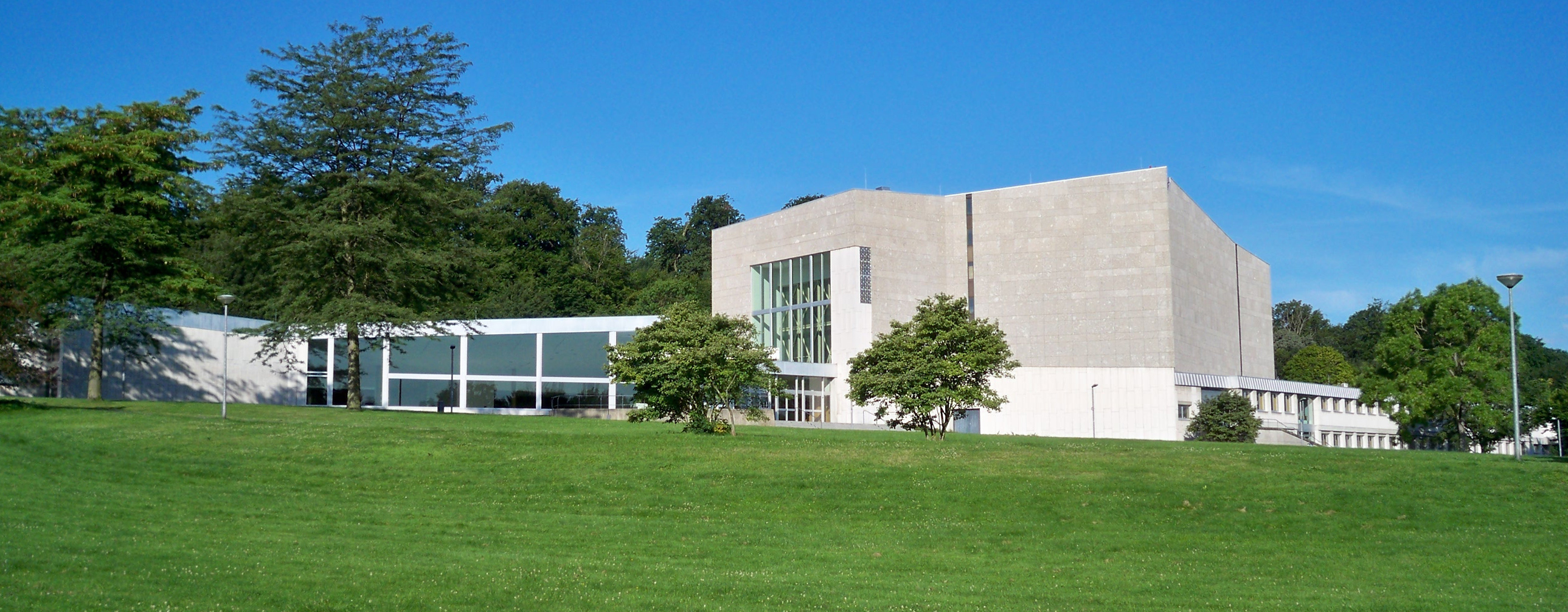
Scharoun-Theater

- Das Scharoun-Theater am Klieversberg, erbaut nach Plänen des Architekten Hans Scharoun, wurde 1973 eröffnet. Es bietet 777 Plätze bei Musiktheater-Vorführungen und 833 Plätze im Schauspiel. Jährlich gibt es etwa zwei eigene Produktionen, ansonsten handelt es sich um eine Spielstätte für Tourneetheater und anderweitige Gastspiele.
- Die Wolfsburger Figurentheater Compagnie in der Bollmohr-Scheune in Heßlingen
- Das Galerie Theater in Heßlingen (zurzeit geschlossen)
- Der CongressPark in der Stadtmitte
- Das Hallenbad – Kultur am Schachtweg in der Stadtmitte
- Das Tanzende Theater Wolfsburg im Hallenbad – Kultur am Schachtweg
- Die Autostadt mit zahlreichen Auftrittsorten

Das Zaubertheater UNIKUM (Kleine Bühne Hoffmannhaus) in Fallersleben wurde 2016 und das Holzbanktheater in Reislingen 2024 geschlossen.

### Bedeutende Bauwerke

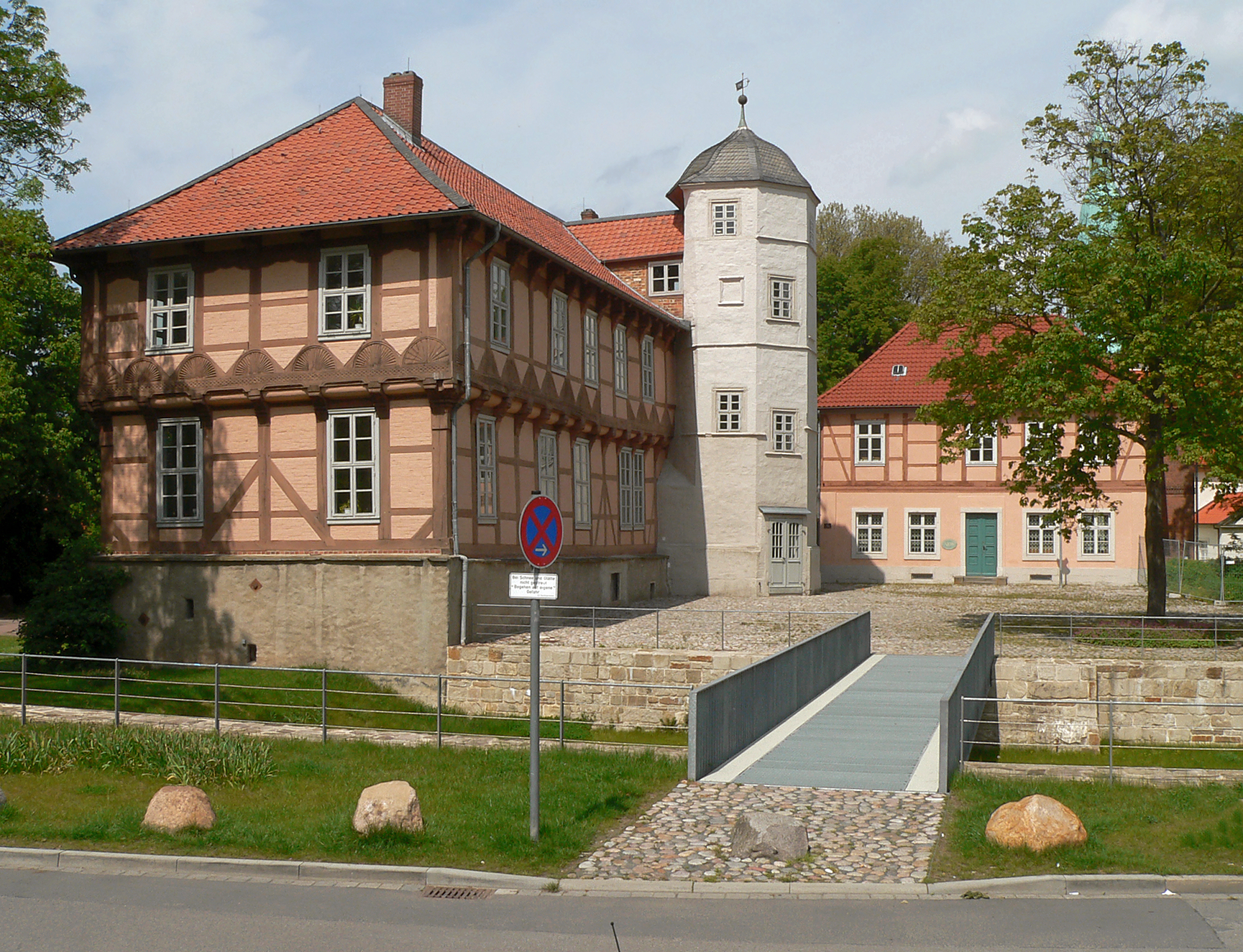
Innenhof von Schloss Fallersleben mit Brücke über dem rekonstruierten Wassergraben

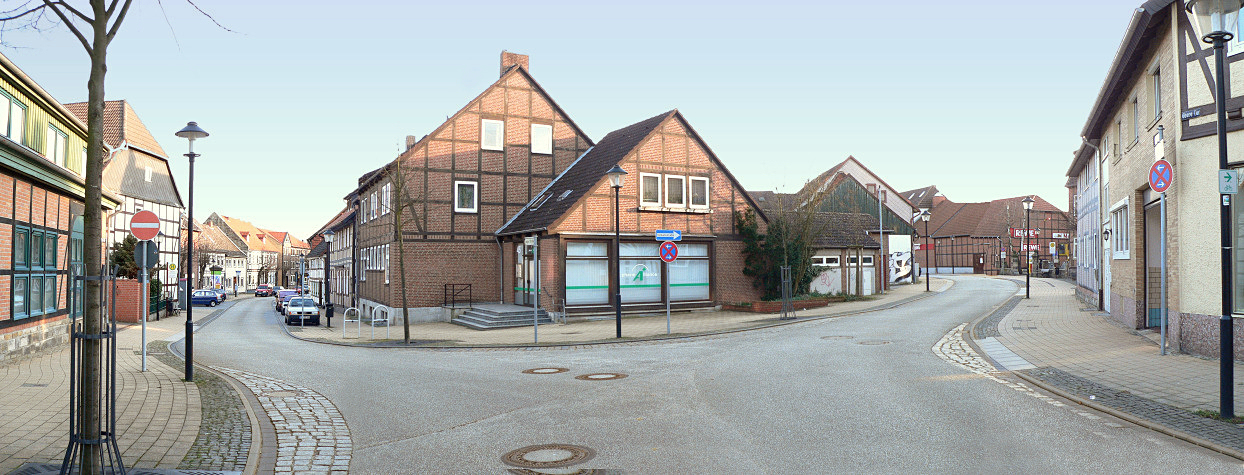
Altstadt im Stadtteil Vorsfelde

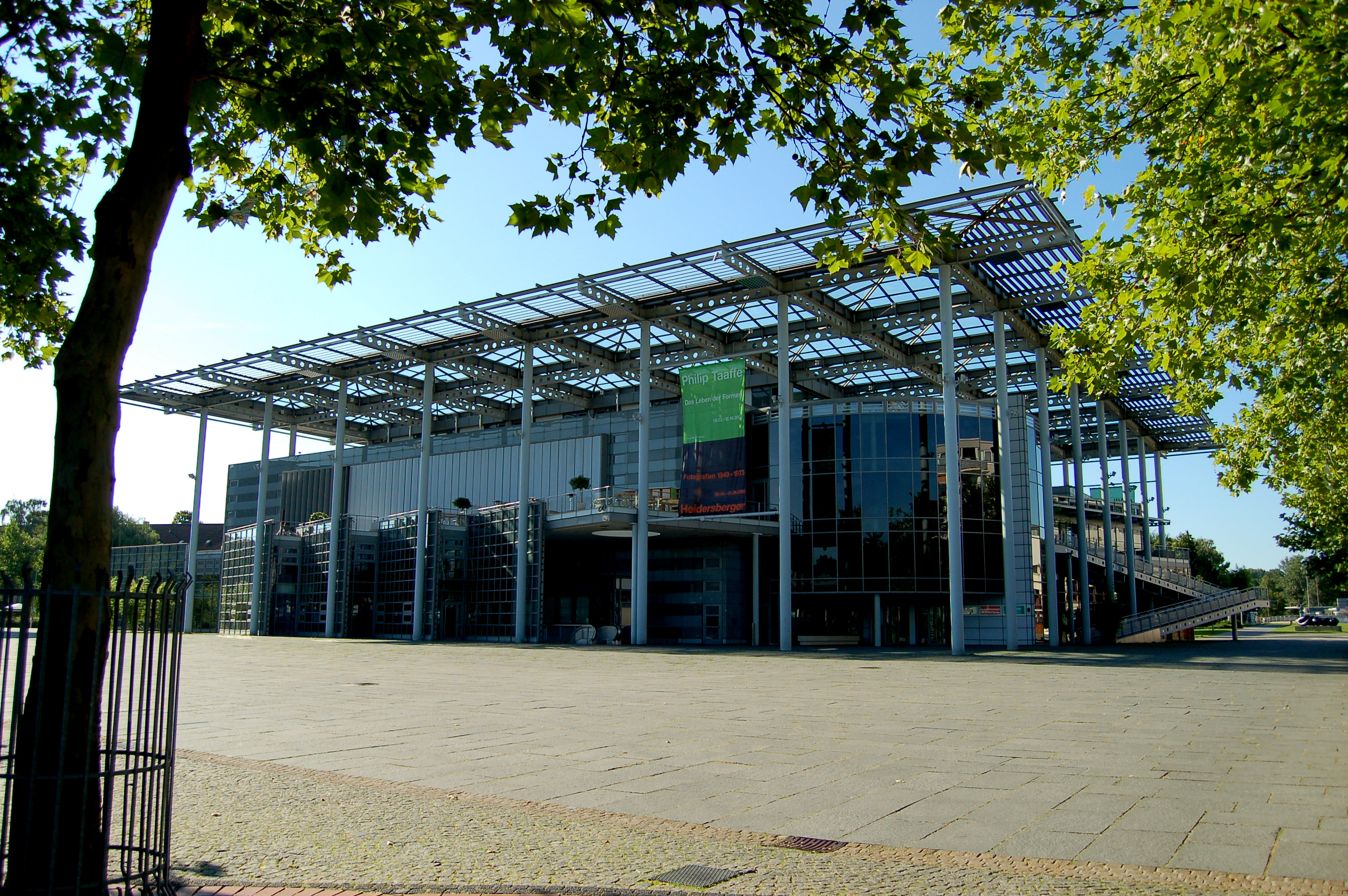
Kunstmuseum

- Die Wolfsburg, ein Weserrenaissance-Schloss aus dem 13. Jahrhundert, erstmals erwähnt 1302 als Sitz des Adelsgeschlechts derer von Bartensleben, gab der Stadt ihren Namen. Das Schloss gehört seit 1961 der Stadt und beheimatet das Stadtmuseum, die Städtische Galerie, den Kunstverein Wolfsburg, die Lernwerkstatt und das Institut Heidersberger mit wechselnden Ausstellungen. Die im 18. Jahrhundert in den Besitz der preußischen Adelsfamilie von der Schulenburg gekommene Anlage ist das älteste und kunsthistorisch bedeutendste Bauwerk. Es gilt daher als Wahrzeichen der Stadt.

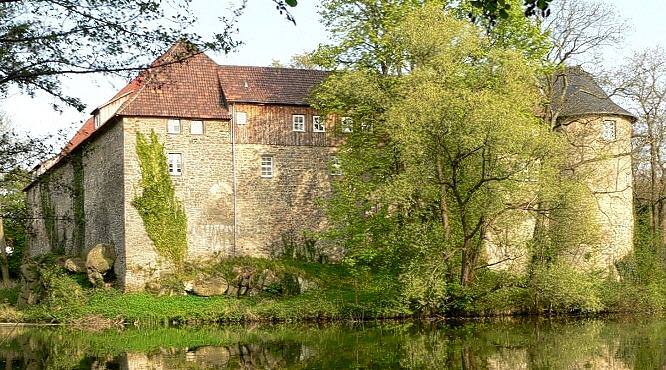
Burg Neuhaus mit Burgteich

- Burg Neuhaus im Stadtteil Neuhaus ist eine mittelalterliche Wasserburg aus dem 14. Jahrhundert und befindet sich seit 1981 im Besitz der Stadt.

- Im Stadtteil Fallersleben befindet sich Schloss Fallersleben, ein 1551 fertiggestelltes Schloss, das Witwensitz der Herzogin Clara zu Gifhorn war. Es befindet sich in unmittelbarer Nähe der Altstadt Fallerslebens und beheimatet seit 1991 das Hoffmann-von-Fallersleben-Museum. Nahe dem Schloss befinden sich auch das Alte Brauhaus und die Michaeliskirche.

- Neben Fallersleben verfügt auch Vorsfelde über ein historisches Zentrum mit zahlreichen denkmalgeschützten Gebäuden (siehe: Liste der Baudenkmale in Vorsfelde), darunter die St.-Petrus-Kirche und das Imkerhaus.

- 1958 wurde am Marktplatz im Südabschnitt der Porschestraße das Rathaus eingeweiht. 1990 wurde der Südkopf ausgebaut, wobei die Einkaufspassage Südkopf-Center (von den Wolfsburgern wegen ihrer Form auch „Schiff“ genannt) entstand. Am Südkopf befindet sich auch die Wolfsburger „Kulturmeile“, bestehend aus Scharoun-Theater, CongressPark (früher: Stadthalle), Planetarium, Alvar-Aalto-Kulturhaus mit Stadtbibliothek und dem 1994 eröffneten Kunstmuseum. Das Rathaus wurde 1994 um das Rathaus B erweitert.

- Der finnische Architekt und Designer Alvar Aalto erbaute in Wolfsburg neben dem genannten Kulturhaus die Heilig-Geist-Kirche mit Gemeindezentrum im Stadtteil Klieversberg und die Stephanuskirche im Stadtteil Detmerode. Der Architekt Hans Scharoun entwarf das Theater (heute Scharoun-Theater).

- In der Innenstadt wurde 1977–1980 der zuvor noch befahrbare mittlere Abschnitt der Porschestraße zu einer Fußgängerzone umgestaltet. Der Haupteinkaufsbereich der Innenstadt teilt sich in drei Teile: Porschestraße-Nord (mit dem Nordkopf), -Mitte und -Süd (mit dem Südkopf). Die Porschestraße-Mitte bietet eine Wasserlandschaft und viele Sitzgelegenheiten. Auch die 2001 fertiggestellte Einkaufspassage City-Galerie mit rund 100 Geschäften befindet sich in diesem Abschnitt der Fußgängerzone.

- In Wolfsburg wurden im Jahre 2000 die Autostadt (nördlich des Mittellandkanals) und das CinemaxX eröffnet, 2002 die neue Volkswagen Arena östlich der Autostadt.

- Im November 2005 wurde das phæno eröffnet, ein interaktives Wissenschaftsmuseum. Der architektonisch außergewöhnliche Bau entstand nach den Plänen von Zaha Hadid. Auf fast 9000 m² Ausstellungsfläche sind 250 Experimentierstationen aufgebaut, die naturwissenschaftliche Phänomene erlebbar machen. Die Baukosten beliefen sich auf rund 80 Millionen Euro.

- Neben der Volkswagen Arena liegen die EisArena, das Heimatstadion der Grizzlys Wolfsburg, das BadeLand und der Allersee im Allerpark.

- Das Einkaufszentrum Designer Outlets Wolfsburg, kurz DOW, wurde am 15. Dezember 2007 eröffnet. Seit einer Erweiterung beträgt die Verkaufsfläche 16.000 m².

### Weitere kulturelle Einrichtungen und Gruppen
- Die Italienische Konsularagentur in Wolfsburg unterhält eine Kulturabteilung und beteiligt sich mit Konzerten, Ausstellungen und Seminaren am kulturellen Leben der Stadt.
- Die Bands Protector und Oomph! wurden 1986 bzw. 1989 in Wolfsburg gegründet.
- Vom 23. April bis zum 10. Oktober 2004 fand in der Stadt Wolfsburg die zweite Niedersächsische Landesgartenschau statt.
- Seit 2009 ist das Delphin-Kino wieder für die Öffentlichkeit geöffnet.

### Kirchen
- Unweit der Fußgängerzone befinden sich die beiden Hauptkirchen der Kernstadt, die evangelische Christuskirche und die katholische St.-Christophorus-Kirche. Die St.-Petrus-Kirche in Vorsfelde ist die Hauptkirche der Propstei Vorsfelde.

### Regelmäßige Veranstaltungen

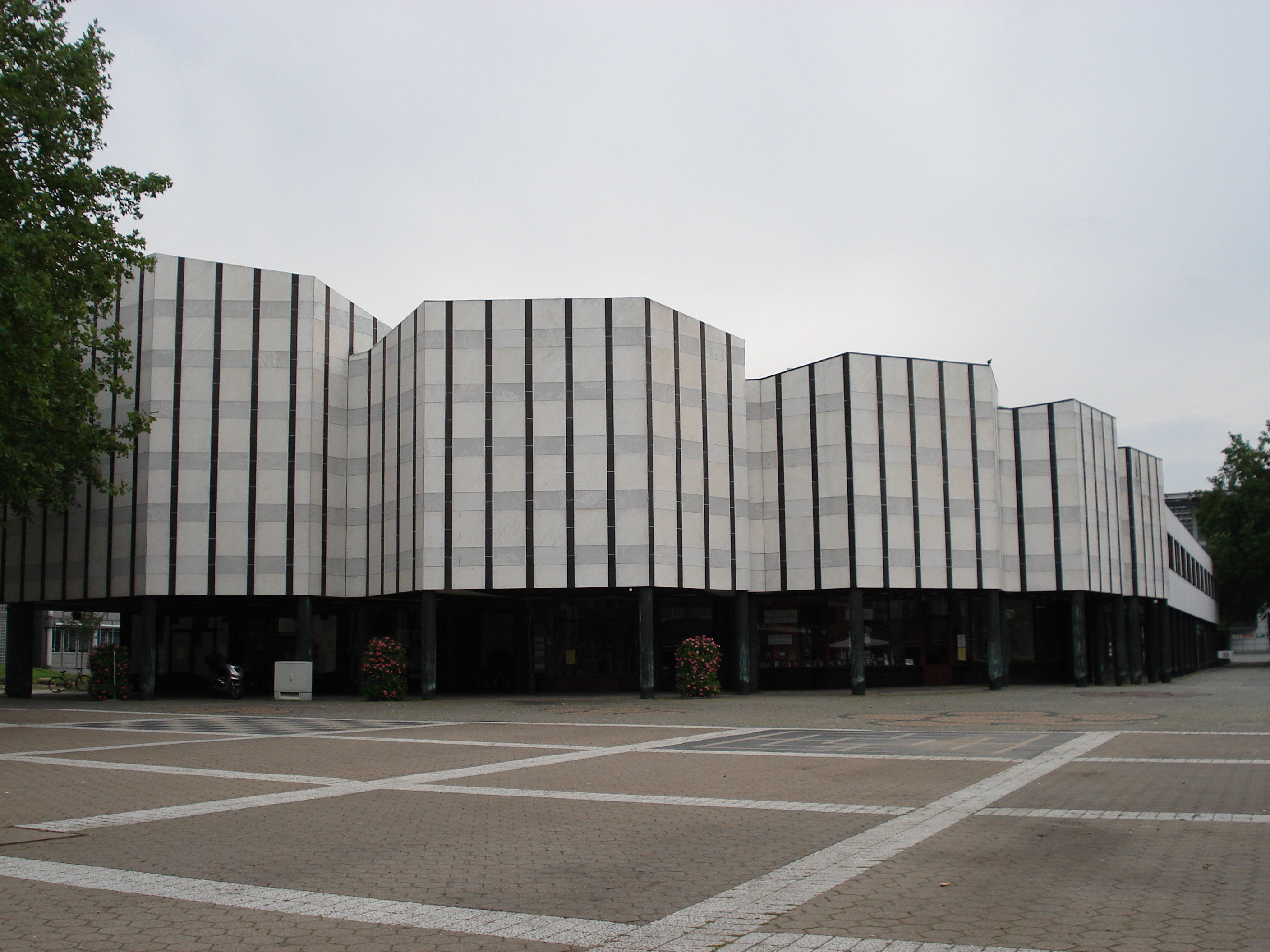
Alvar-Aalto-Kulturhaus

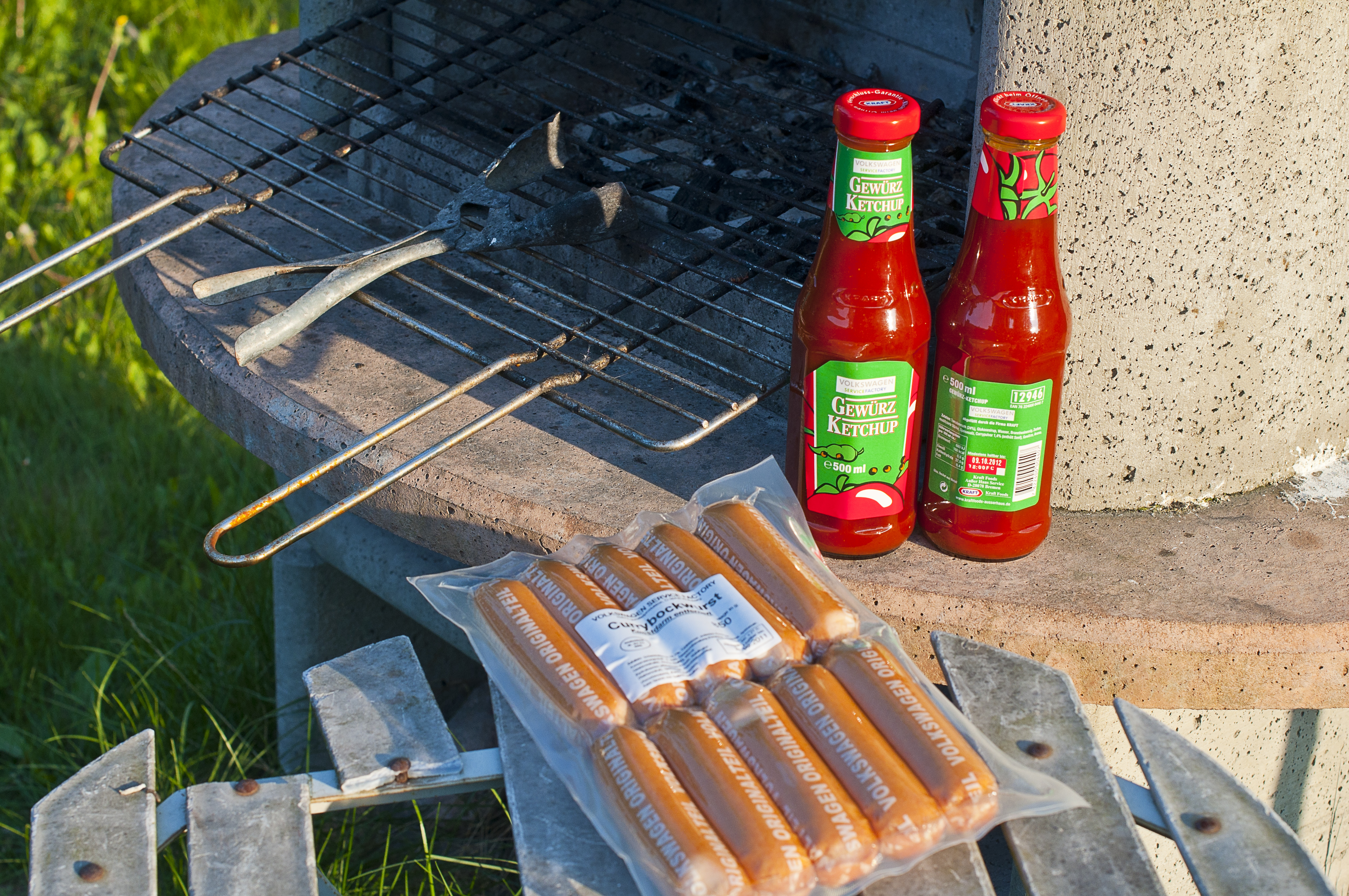
Volkswagen-Currywurst und -Ketchup

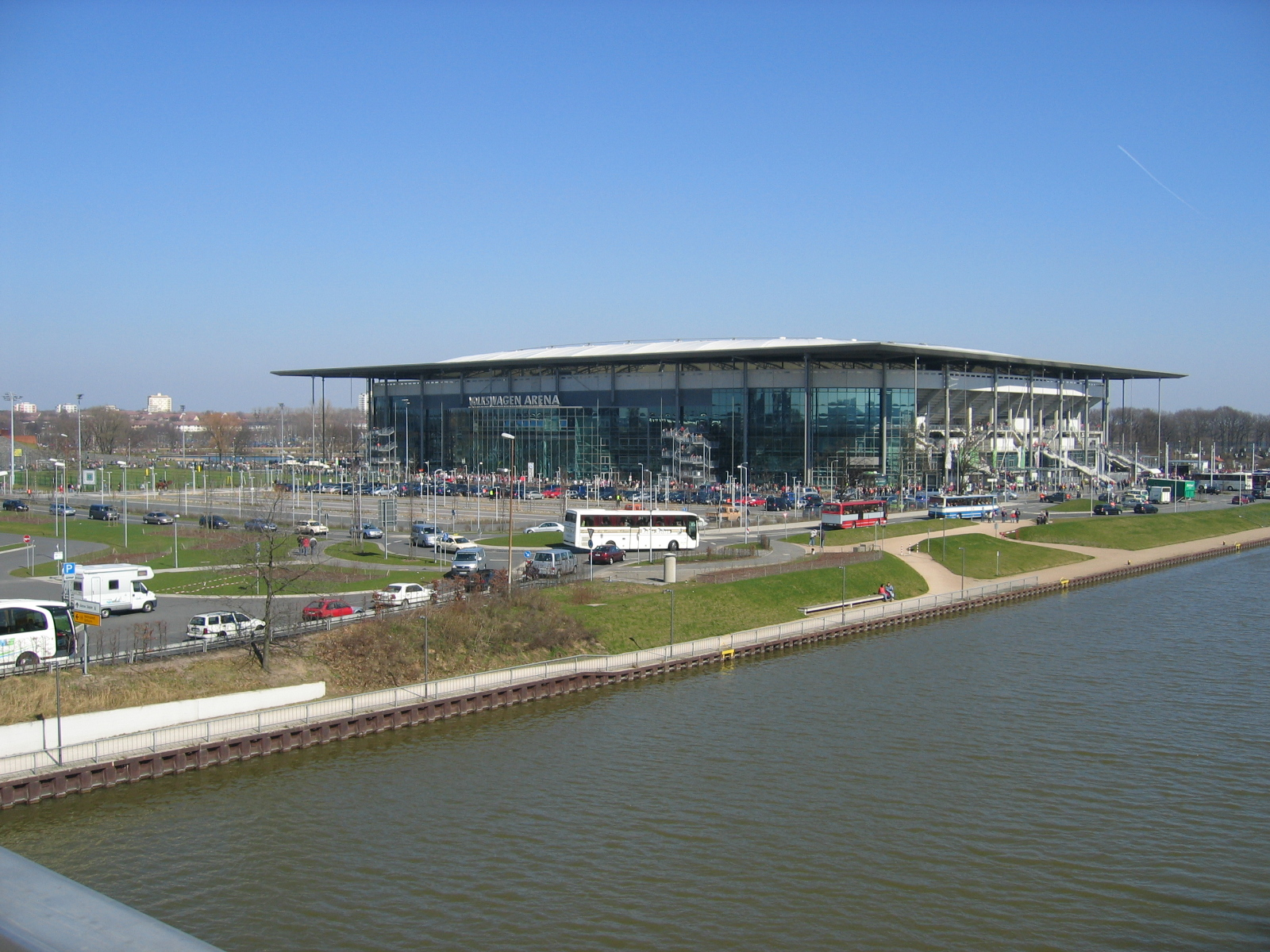
Volkswagen Arena

- saisonbedingt: Eishockey (Grizzlys Wolfsburg) in der Eis Arena; Fußball-Bundesliga in der Volkswagen Arena (Herren) sowie im AOK-Stadion (Damen)
- Januar/Februar:
  - Hochzeitsmesse im CongressPark
- Mai:
  - Schützen- und Volksfest im Allerpark (pro Jahr etwa 350.000 Besucher)[60]
  - Campus Open Air am Robert-Koch-Platz, Projekt der Musikschmiede an der Ostfalia Hochschule für angewandte Wissenschaften
- Juni: Internationale Sommerbühne (Schloss Wolfsburg)
- Juli/August: Jazz ’n’ more, Open-Air-Konzerte in der Fußgängerzone
- August:
  - Altstadtfest in der Altstadt Fallersleben
  - Eberfest in der Altstadt Vorsfelde
- Oktober:
  - Alle zwei Jahre die IZB (Internationale Zulieferer-Börse), die größte Automobilzuliefererbörse Europas im Allerpark
- November/Dezember:
  - Weihnachtsmärkte in der Innenstadt, in der Autostadt, in Fallersleben und Vorsfelde

### Kulinarische Spezialitäten
Eine bekannte Speise aus Wolfsburg ist die VW-Currywurst. Das Werksessen der Wolfsburger ist eine von einem Volkswagen-eigenen Wirtschaftsbetrieb schon seit 1973 zubereitete Currywurst bzw. die dazugehörige, nach einem geheimgehaltenen Rezept zubereitete und typischerweise warme Currysauce. 80 Prozent der Würste werden in den Kantinen der deutschen VW-Werke konsumiert. Die große Beliebtheit von Wurst und Sauce hat mittlerweile dazu geführt, dass man sie auch außerhalb des Volkswagenwerks kaufen kann. In Berlin ist sie inzwischen im Museum zu sehen. 2014 wurden 6,3 Millionen VW-Currywürste hergestellt.

## Freizeit und Sport

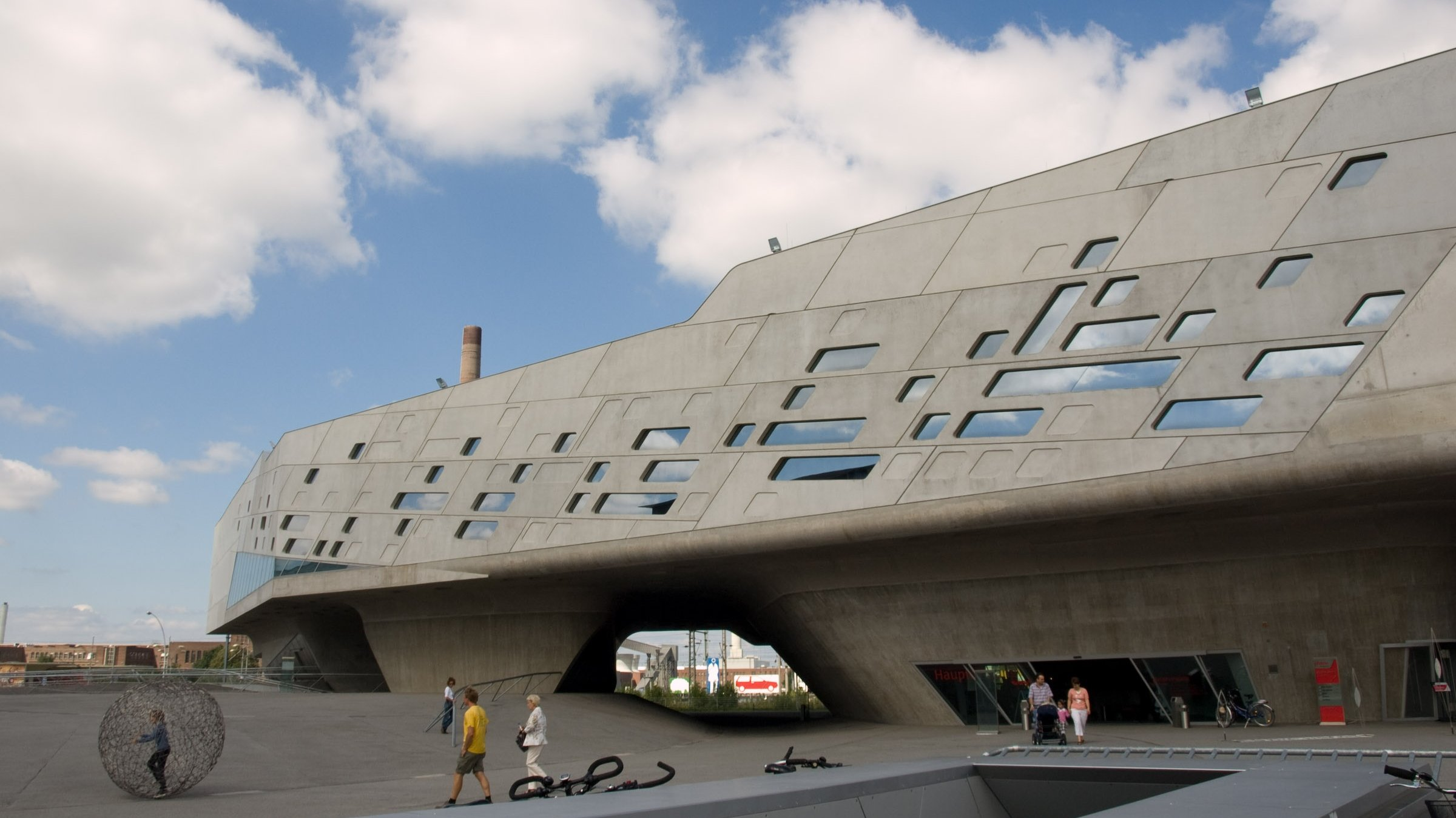
phæno

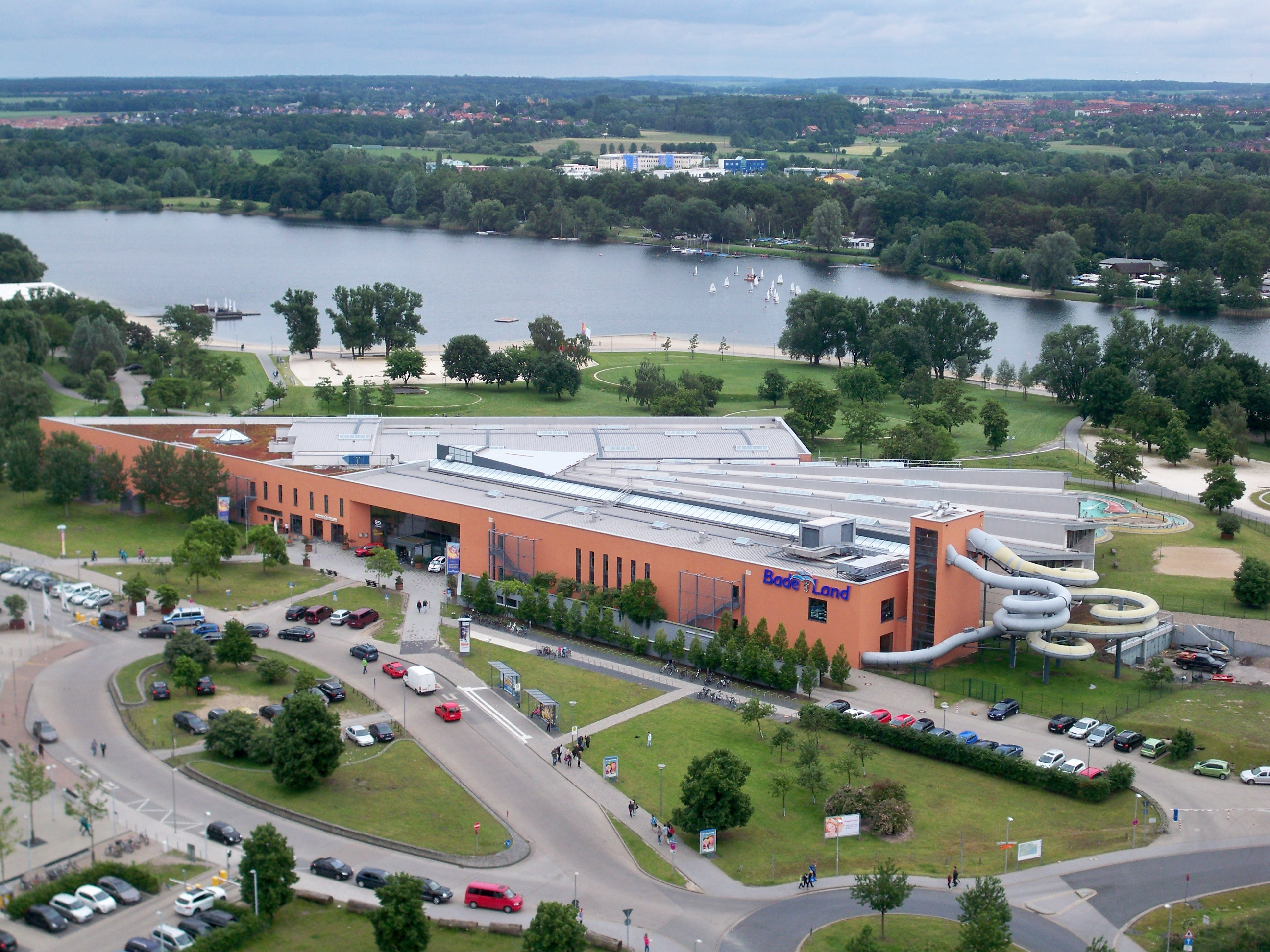
Das BadeLand im Allerpark

### Freizeit
- Das phæno ist eines der größten deutschen Science Center.
- Das größte Erlebnisbad Norddeutschlands, das BadeLand, befindet sich im Allerpark.
- Die Autostadt, ein Themenpark rund um das Thema Auto und Maschine, befindet sich nördlich des Mittellandkanals, unweit von Hauptbahnhof und Innenstadt.
- Im Allerpark gibt es die einzige Sechs-Mast-Wasserski-Anlage Europas im Arena-See sowie nebenan die größte Skateboard-Funbox Europas.
- Wolfsburg besitzt viele Stadtparks, zum Beispiel die Schlossparks in Alt-Wolfsburg und Fallersleben, den Klieversberg, den Allerpark und den Schillerteich-Park. Teilweise besteht die Möglichkeit zum Cross-Golfen. Insgesamt sind die öffentlichen Parkanlagen der Stadt doppelt so groß wie der Central Park in New York. Im Süden liegt der Stadtwald, im Osten der Drömling und im Westen der Barnbruch, die auch als Naherholungsgebiete dienen.
- Das Hallenbad – Kultur am Schachtweg im ehemaligen Hallenbad ist eines der größten Kulturzentren Norddeutschlands. Neben Konzerten, Kleinkunst und Programmkino bietet das Haus vielfältige Angebote für Jugendliche (Übungs-/Proberäume) und Kinder (Kinderbetreuung)
- Der Hygia X-perience Park im Allerpark bietet viele Spiel- und Sportmöglichkeiten.
- Das Planetarium Wolfsburg ist mit 15 Meter Kuppeldurchmesser das größte Planetarium Niedersachsens.
- Das VW-Bad ist ein Freibad, das unter Denkmalschutz steht.
- Darüber hinaus gibt es in Wolfsburg mehrere Theater und Museen, Reitanlagen, Sportplätze, Jugendzentren und Stadien.

### Sport
- Wolfsburg ist in den ersten Ligen unter anderem durch die Männer- und Frauen-Fußballteams des VfL Wolfsburg vertreten. Die Herren spielen seit 1997 durchgehend in der Bundesliga, wurden in der Saison 2008/09 Deutscher Meister und gewannen 2014/15 den DFB-Pokal. Die Frauen sind siebenmaliger Meister der Frauen-Bundesliga, zehnmal Pokalsieger und gewannen zweimal die Champions League.  In der Deutschen Eishockey Liga (DEL) spielt die Eishockeymannschaft der Grizzlys Wolfsburg.
- Im Amateurbereich ist Wolfsburg auch in weiteren amerikanischen Sportarten stark vertreten. So gibt es neben dem American-Football-Club Blue Wings, die Wolfsburg Yahoos (Baseball) und den Eishockey-Nachwuchs, die Young Grizzlys des EHC Wolfsburg. Die Wolfsburg Honeybees sind erfolgreich im Damen-Cheerleading – unter anderem wurden sie im Jahr 2001 in Japan Vizeweltmeister. Die PBSG Wolfsburg spielt seit 2014 in der 2. Poolbillard-Bundesliga.
- 2021 bewarb sich die Stadt als Host Town für die Gestaltung eines viertägigen Programms für eine internationale Delegation der Special Olympics World Summer Games 2023 in Berlin. 2022 wurde sie als Gastgeberin für Special Olympics Tunesien ausgewählt.[66] Damit wurde sie Teil des größten kommunalen Inklusionsprojekts in der Geschichte der Bundesrepublik mit mehr als 200 Host Towns.[67]

## Wirtschaft und Infrastruktur

### Wirtschaftsdaten und ansässige Unternehmen
Wolfsburg hat rund 120.000 Arbeitsplätze. Über 78.000 Einpendler (Stand 2018) arbeiten in der Stadt. Im Jahre 2016 betrug das Bruttoinlandsprodukt (BIP), innerhalb der Stadtgrenzen, 22,155 Milliarden Euro und belegte damit Rang 13 in der Rangliste der deutschen Städte nach Wirtschaftsleistung. Das BIP pro Kopf lag im selben Jahr bei 178.706 € pro Kopf (Niedersachsen: 34.812 € / Deutschland 38.180 €). Unter allen kreisfreien Städten in Deutschland hatte Wolfsburg damit das höchste BIP pro Kopf und gehörte auch weltweit zu den reichsten Städten. Die Arbeitslosenquote in Wolfsburg lag im Dezember 2018 bei 4,4 % und damit unter dem niedersächsischen Durchschnitt von 5,0 %. Im Zukunftsatlas 2016 belegte die kreisfreie Stadt Wolfsburg Platz 5 von 402 Landkreisen und kreisfreien Städten in Deutschland und zählt damit zu den Regionen mit „Top Zukunftschancen“.

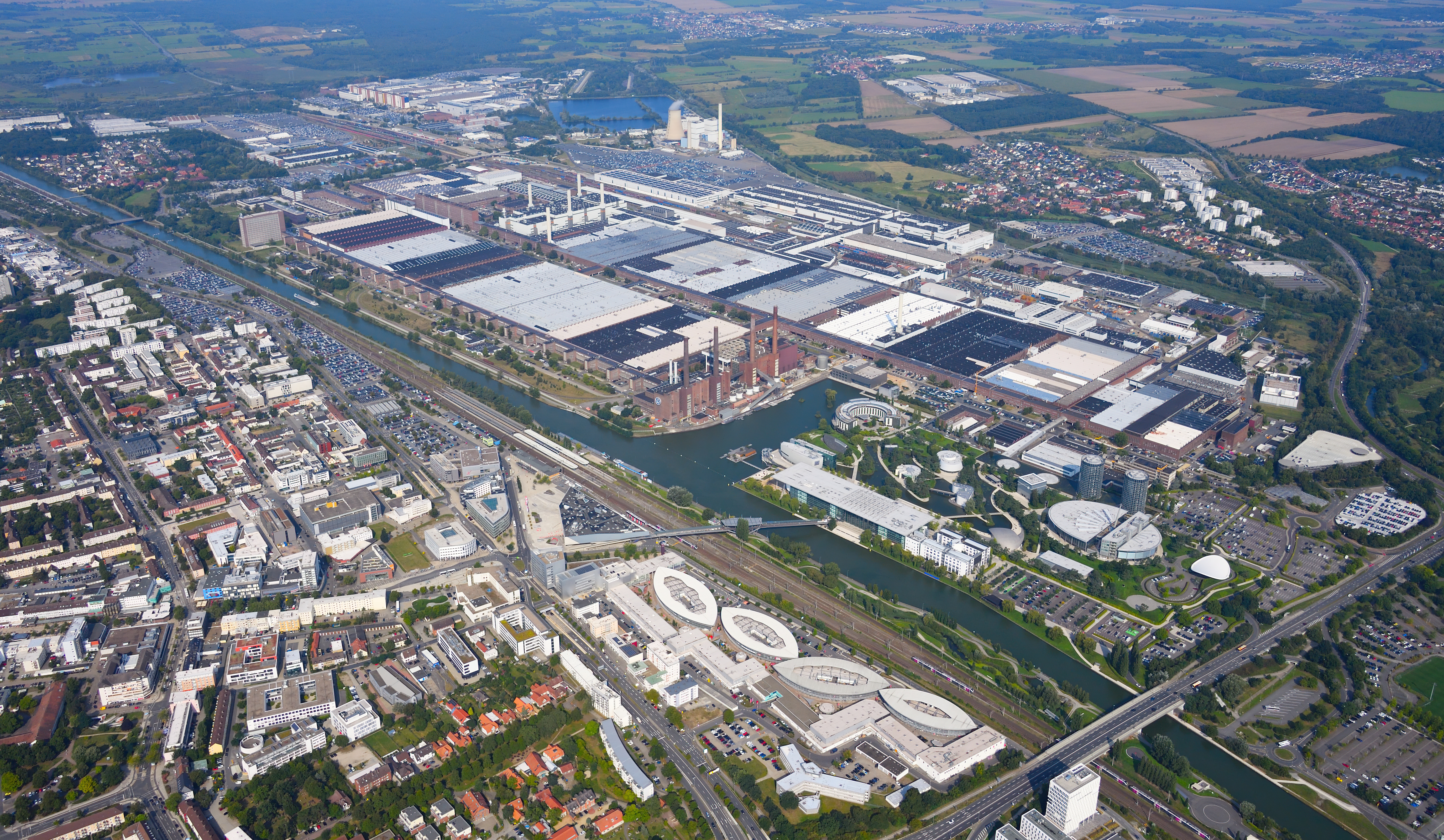
Das Volkswagenwerk Wolfsburg von Südosten aus der Luft gesehen

Der mit Abstand größte Arbeitgeber ist die Volkswagen AG, die in Verwaltung und Werk über 50.000 Menschen beschäftigt. Das Volkswagenwerk Wolfsburg war die größte Fabrik der Welt, nachdem sie 2022 von der  Tesla Gigafactory 5 überholt wurde. Durch das Volkswagenwerk und die vielen Zulieferer in Wolfsburg und der näheren Region ist die Wirtschaft stark auf die Automobilindustrie ausgerichtet. Um Wolfsburg von dieser Monoindustrie wegzubewegen, die bei Krisen im Automobilsektor sehr anfällig ist, gründeten Stadt und Volkswagen AG 1999 die Wolfsburg AG. Das Konzept sieht die Entwicklung einer nachhaltigen Wirtschafts- und Beschäftigungsperspektive am Standort Wolfsburg vor.
Auch weitere in Wolfsburg ansässige Unternehmen haben zumeist den Schwerpunkt Automobilindustrie. So hat auch der internationale IT-Dienstleister H & D International Group, der auch im Banken-, Versorgungs- und Gesundheitswesen tätig ist, hier seinen Sitz. Weitere Unternehmen wie Sitech oder Volkswagen Group Services sind in der Stadt als VW-Tochterunternehmen ansässig. Eines der zehn größten deutschen Logistikunternehmen, die Schnellecke Group, deren Inhaber der ehemalige Oberbürgermeister Rolf Schnellecke ist, erzielte im Jahr 2012 835 Millionen Euro Umsatz und beschäftigt fast 19.000 Mitarbeiter. Zudem hat der nach eigenen Angaben größte System-Friseur Deutschlands, Frisör Klier, hier seinen Sitz.

### Verkehr

#### Schienenverkehr
Der Wolfsburger Hauptbahnhof liegt an der Schnellfahrstrecke Hannover–Berlin. Er wird von Intercity-Express-Zügen der Linien Berlin – Braunschweig – Kassel – Frankfurt (Main) – Mannheim – Karlsruhe – Basel – (Bern – Interlaken) und Berlin – Hannover – Hamm – Köln (– Bonn)/Düsseldorf (– Köln/Bonn Flughafen) jeweils im Zwei-Stunden-Takt bedient. Außerdem hielten hier bis zum Fahrplanwechsel 2024 Intercity-Züge auf der Strecke Berlin – Stendal – Hannover – Amsterdam im Zwei-Stunden-Takt.
Im Regionalverkehr halten hier Regionalbahnen meist im Stundentakt in Richtung Oebisfelde – Stendal sowie über Oebisfelde und Haldensleben nach Magdeburg. Mit dem RE30 besteht stündlich eine Verbindung zur Landeshauptstadt Hannover über Gifhorn. Die Linie RE50 verbindet halbstündlich den Wolfsburger Hauptbahnhof mit Hildesheim Hbf über Braunschweig Hbf.
Im Westen der Stadt liegt der Trennungsbahnhof Fallersleben, in dessen Nähe die Bahnstrecke nach Braunschweig (Weddeler Schleife) abzweigt, die auch von ICE-Zügen befahren wird. In Fallersleben halten Regionalzüge in Richtung Braunschweig und Hannover. Außerdem zweigt hier eine zweigleisige, nicht elektrifizierte Anschlussbahn ins Volkswagenwerk ab.
Der Bahnhof Vorsfelde an der Strecke Richtung Stendal und der Bahnhof Ehmen an der Braunschweiger Strecke wurden in den 1970er Jahren stillgelegt, ebenso wie die Bahnhöfe Almke und Neindorf an der Bahnstrecke Schandelah–Oebisfelde bei der Gesamtstilllegung dieser Strecke.

#### Straßenverkehr

Verkehr in der Innenstadt (Stand 2008)

Durch das westliche Stadtgebiet von Wolfsburg führt die A 39, die nördlich der Stadt bei Weyhausen (Landkreis Gifhorn) beginnt und Richtung Süden zur A 2 (Oberhausen – Werder bei Berlin) führt. Die Weiterführung der A 39 als direkte Verbindung nach Braunschweig, Salzgitter und zur A 7 wurde Anfang 2009 fertiggestellt. Außerdem ist in Planung, die A 39 bei Weyhausen nördlich weiter bis nach Lüneburg an den nördlichen Teil der A 39, der bis zum Maschener Kreuz südlich von Hamburg führt, heranzubauen.
Ferner führen die B 188 Burgdorf – Friesack und die B 248 Northeim – Dannenberg, die auf dem Stadtgebiet weitgehend durch die A 39 ersetzt wurde, durch Wolfsburg.
Der Berliner Ring stellt eine Art Stadt-Peripherie dar, die die Innenstadt mit einer vier- (teilweise auch sechs-)spurigen Straße umgibt und zahlreiche, ebenfalls mehrspurige Abzweigungen, z. B. zur Braunschweiger Straße und zur Heinrich-Nordhoff-Straße, besitzt. Über den Berliner Ring/die Braunschweiger Straße sind alle wichtigen Orte innerhalb Wolfsburgs zu erreichen.

#### Radverkehr
Obwohl Wolfsburg eine sehr autogeprägte Stadt ist, spielt der Radverkehr insbesondere für die Arbeitswege und die übrige Nahmobilität eine wichtige Rolle. Radtouristisch ist der durch Wolfsburg verlaufende Aller-Radweg zu erwähnen, der zwischen Magdeburg und Verden/Aller verläuft.
Die Stadt arbeitet seit mehreren Jahren an der Verbesserung ihrer Fahrradfreundlichkeit und hat sich zu einem 24-Punkte-Programm „Leitbild Radverkehr“ verpflichtet, dessen Ziele bis 2025 erreicht werden sollen. Seit 2017 ist die Stadt Mitglied in der Arbeitsgemeinschaft Fahrradfreundliche Kommunen Niedersachsen/Bremen (AGFK Niedersachsen/Bremen). In der Stadtverwaltung ist dauerhaft ein hauptamtlicher Radverkehrskoordinator tätig. Die zu gleichen Teilen von der Stadt Wolfsburg und dem Volkswagen-Konzern getragene Wolfsburg AG hat sich 2018 als erstes Unternehmen in der Stadt als Fahrradfreundlicher Arbeitgeber zertifizieren lassen. Bei den zweijährlich stattfindenden Fahrradklimatests des ADFC schneidet Wolfsburg aber bislang nur mittelmäßig ab und erhält seit 2012 mit einem leichten negativen Trend Gesamtbewertungen zwischen 3,8 und 4,0 (nach Schulnotensystem 1–6).

#### Öffentlicher Personennahverkehr
Den Öffentlichen Personennahverkehr in der Stadt Wolfsburg bedienen zahlreiche Buslinien der Wolfsburger Verkehrs GmbH (WVG) mit einem Fahrgastaufkommen von rund 12,8 Millionen Fahrgästen pro Jahr. Seit dem 26. Oktober 2014 gibt es ein neues Busliniennetz.
Seit dem 27. August 2020 verkehrt der PlusBus 300 des Landesnetzes Sachsen-Anhalt von Wolfsburg über Klötze und Beetzendorf nach Salzwedel, betrieben durch die Personenverkehrsgesellschaft Altmarkkreis Salzwedel mbH (PVGS).

#### Schifffahrt
Auf dem Mittellandkanal werden große Mengen Fracht transportiert. Die Schifffahrt sämtlicher Couleur wird an den Häfen Wolfsburgs bedient.

#### Flugverkehr

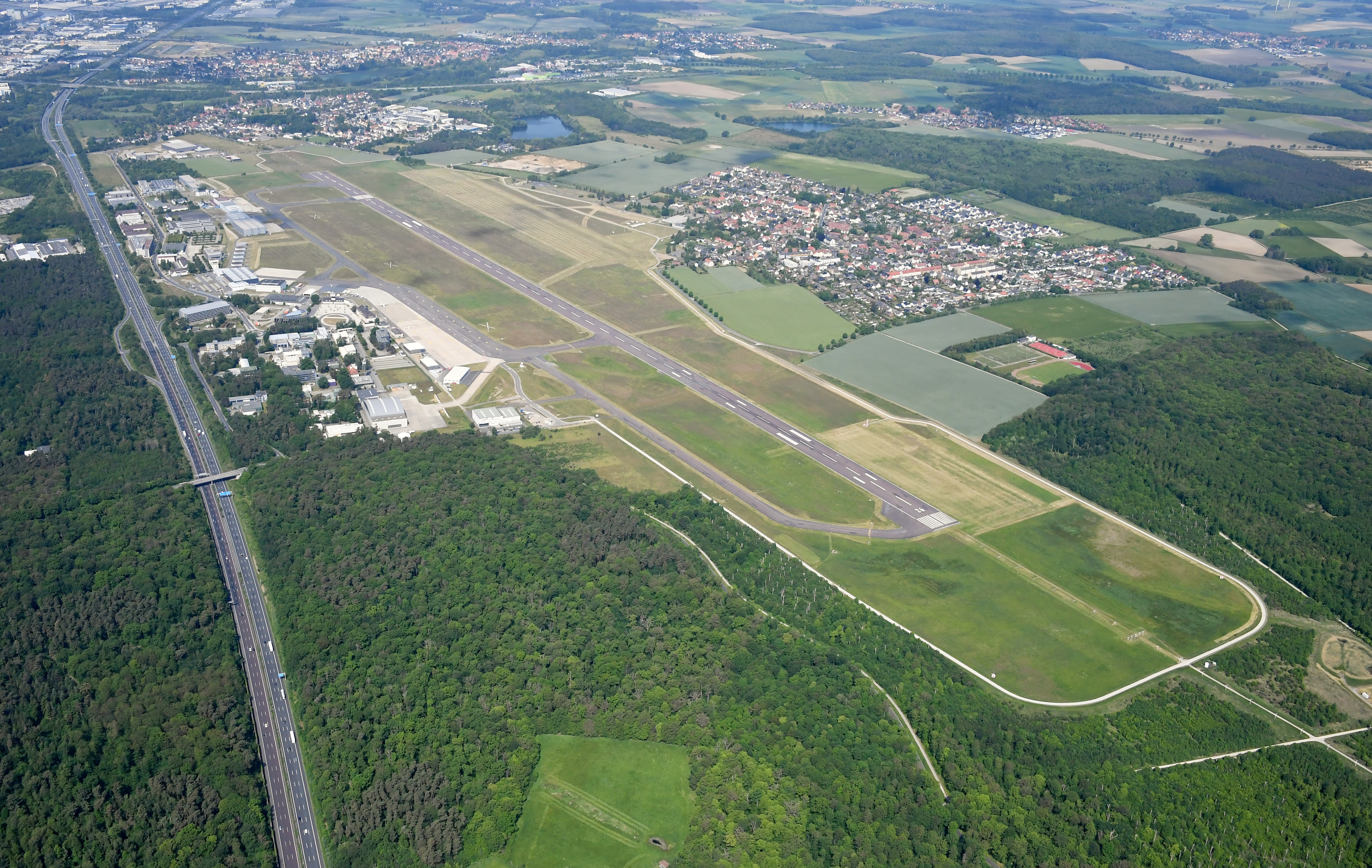
Flughafen Braunschweig-Wolfsburg

Der Flughafen Braunschweig-Wolfsburg, der sich in Braunschweig-Waggum befindet, wird größtenteils von Privatfliegern und Firmen (z. B. Volkswagen Airservice) genutzt. Linienflüge gibt es nicht. Er ist der zweitgrößte Forschungsflughafen Europas. Der nächste Verkehrsflughafen ist der Flughafen Hannover in Langenhagen.

### Medien
- freischwimmer (Stadtmagazin, erscheint fünf Mal pro Jahr, bis Februar/März 2016)
- hallo Wolfsburg (bis September 2014 Wolfsburger Rundblick) (Samstagszeitung, gratis)
- indigo (Stadtmagazin, erschien monatlich bis Dezember 2015)
- Neue Wolfsburger (Mittwochszeitung, gratis)
- TV38 – Fernsehsender der Region (früher: OKTV) mit Hauptsitz und Sendezentrale in Westhagen
- viseo (Onlinemagazin)
- wobfreunde (Stadtmagazin, erscheint halbjährlich im Juni und November, gratis)
- wobstories.tv (Internetfernsehen mit Wolfsburger Reportagen und Dokumentationen)
- Wolfsburg live (Stadtmagazin, erscheint alle zwei Monate)
- Wolfsburger Allgemeine Zeitung – WAZ (Tageszeitung)
- Wolfsburger Blatt (Internetzeitung)
- Wolfsburger Nachrichten – WN (Tageszeitung)
- Senioren Journal (erscheint viermal jährlich gratis)

### Öffentliche Einrichtungen
- Wolfsburger Abfallwirtschaft und Straßenreinigung (WAS)
- Wolfsburger Entwässerungsbetriebe (WEB)
- Klinikum Wolfsburg
  - Zentrum für Entwicklungsdiagnostik und Sozialpädiatrie (ZEUS)
  - Institut für klinische Pathologie
  - Institut für klinische Chemie, Laboratoriums- und Transfusionsmedizin

## Bildung und Forschung

### Bildungseinrichtungen
65 Kindertagesstätten
18 Grundschulen

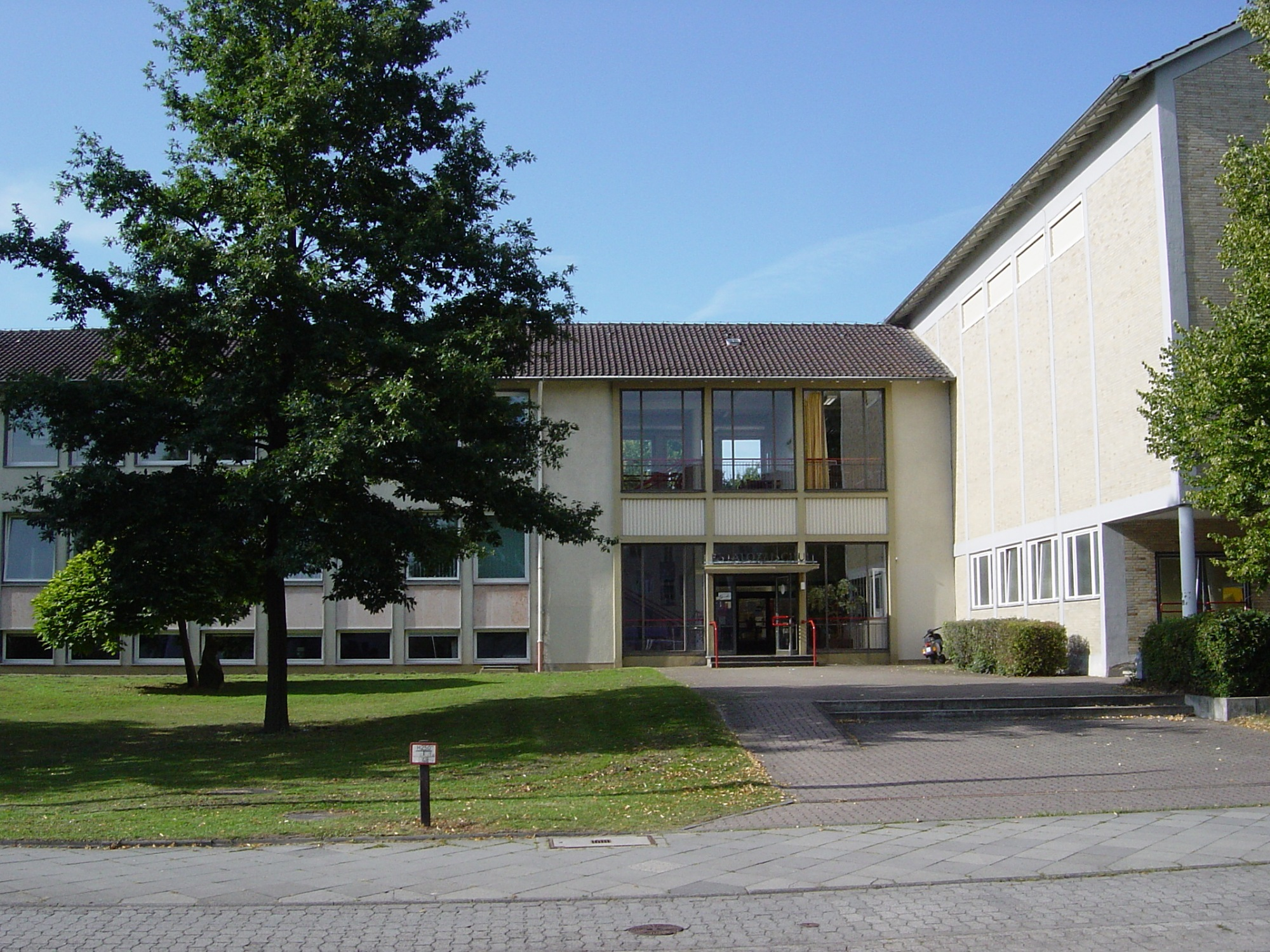
Neue Schule, ehemals Pestalozzischule

- Bunte Grundschule (Zwei Standorte)
- Grundschule am Drömling (Zwei Standorte)
- Grundschule Alt-Wolfsburg
- Grundschule Ehmen-Mörse (Zwei Standorte)
- Eichendorffschule
- Grundschule Fallersleben (Zwei Standorte)
- Friedrich-von-Schiller-Schule
- Grundschule Hasenwinkel
- Grundschule Heidgarten
- Grundschule Schunterwiesen (Zwei Standorte)
- Hellwinkelschule (Zwei Standorte)
- Käferschule (Zwei Standorte)
- Laagbergschule
- Regenbogenschule
- Grundschule Sülfeld
- Waldschule Eichelkamp
- Grundschule Wendschott
- Grundschule Wohltberg

Zwei Förderschulen
- Friedrich-von-Schiller-Schule (Förderschule für körperliche und motorische Entwicklung; zwei Standorte)
- Peter-Pan-Schule (Förderschule mit dem Schwerpunkt geistige Entwicklung)

Zwei Hauptschulen
- Hauptschule Fallersleben
- Hauptschule Vorsfelde

Zwei Realschulen
- Hoffmann-von-Fallersleben-Realschule
- Realschule Vorsfelde

Zwei Oberschulen
- Eichendorffschule
- Wolfsburger Oberschule

Sieben Gymnasien
- Albert-Schweitzer-Gymnasium
- Eichendorffschule
- Gymnasium Fallersleben
- Phoenix-Gymnasium
- Ratsgymnasium
- Theodor-Heuss-Gymnasium

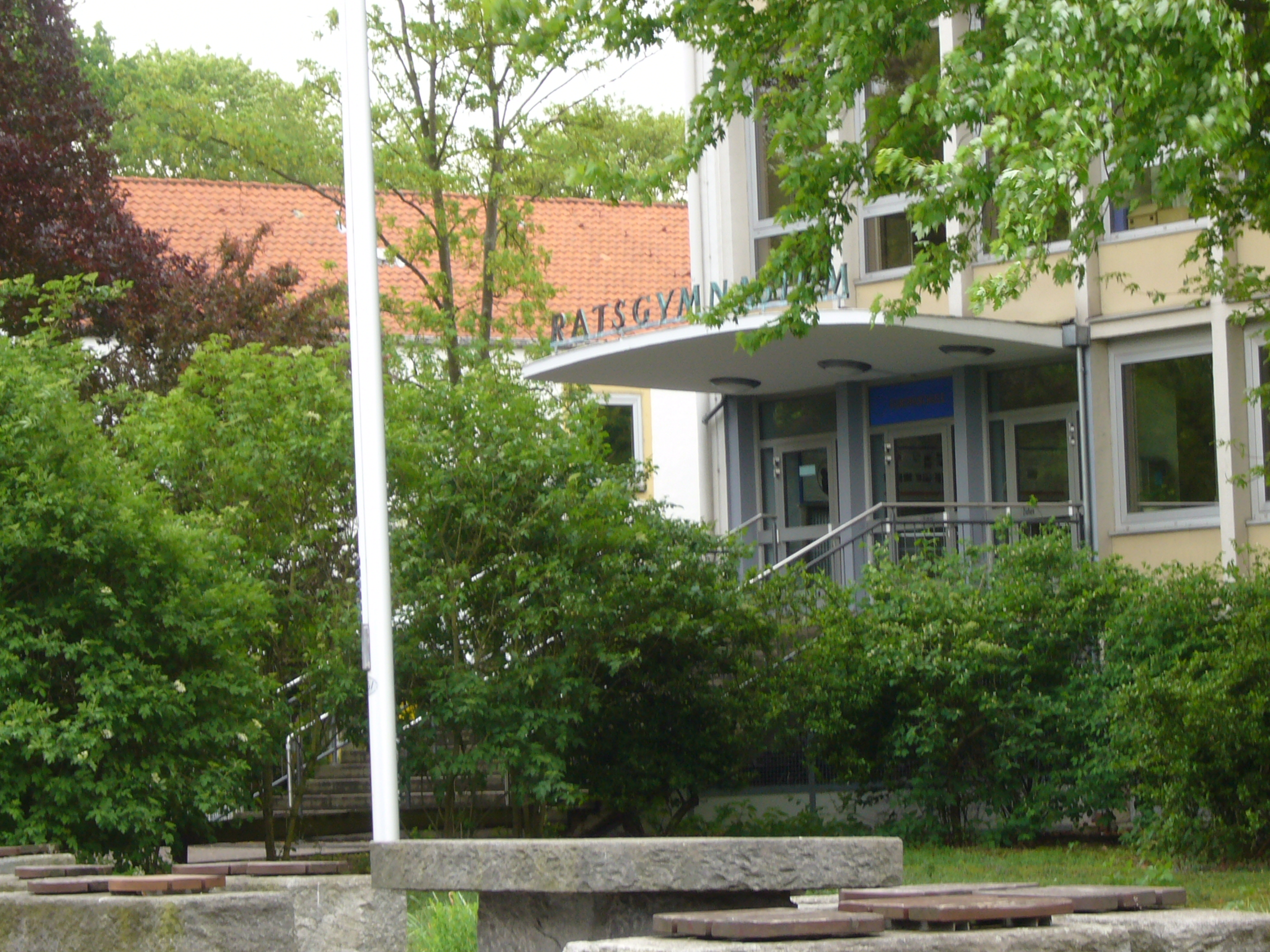
Eingang zum Ratsgymnasium

- Wolfsburg Kolleg; ein Gymnasium für Erwachsene zum Nachholen des Abiturs

Vier Gesamtschulen
- Heinrich-Nordhoff-Gesamtschule (Integrierte Gesamtschule)
- Leonardo-da-Vinci-Gesamtschule (Integrierte Gesamtschule mit Primarstufe und deutsch-italienischem Zweig; zwei Standorte)
- Freie Waldorfschule, Gesamtschule mit Primarstufe; Ersatzschule in freier Trägerschaft
- Neue Schule Wolfsburg, Gesamtschule mit Primarstufe; Ersatzschule in freier Trägerschaft

Vier Berufsbildende Schulen
- Carl-Hahn-Schule (Fachrichtung: Wirtschaft/Verwaltung und Gesundheit)
- BBS 2 (Fachrichtung: gewerblich-technisch; zwei Standorte)
- BBS Anne-Marie-Tausch (Fachrichtung: Erziehung, Pflege und Therapie)
- Berufsfachschule Kosmetik / Oskar Kämmer Schule

Sonstige
- Musikschule der Stadt Wolfsburg
- Volkshochschule Wolfsburg
- Stadtbibliothek Wolfsburg
- Institut für Zeitgeschichte und Stadtpräsentation
- Evangelische Familienbildungsstätte (FABI)
- Diakonie-Kolleg
- 42 Wolfsburg, eine private, gemeinnützige und gebührenfreie Schule, an der IT-Fachkräfte ausgebildet werden.[80]

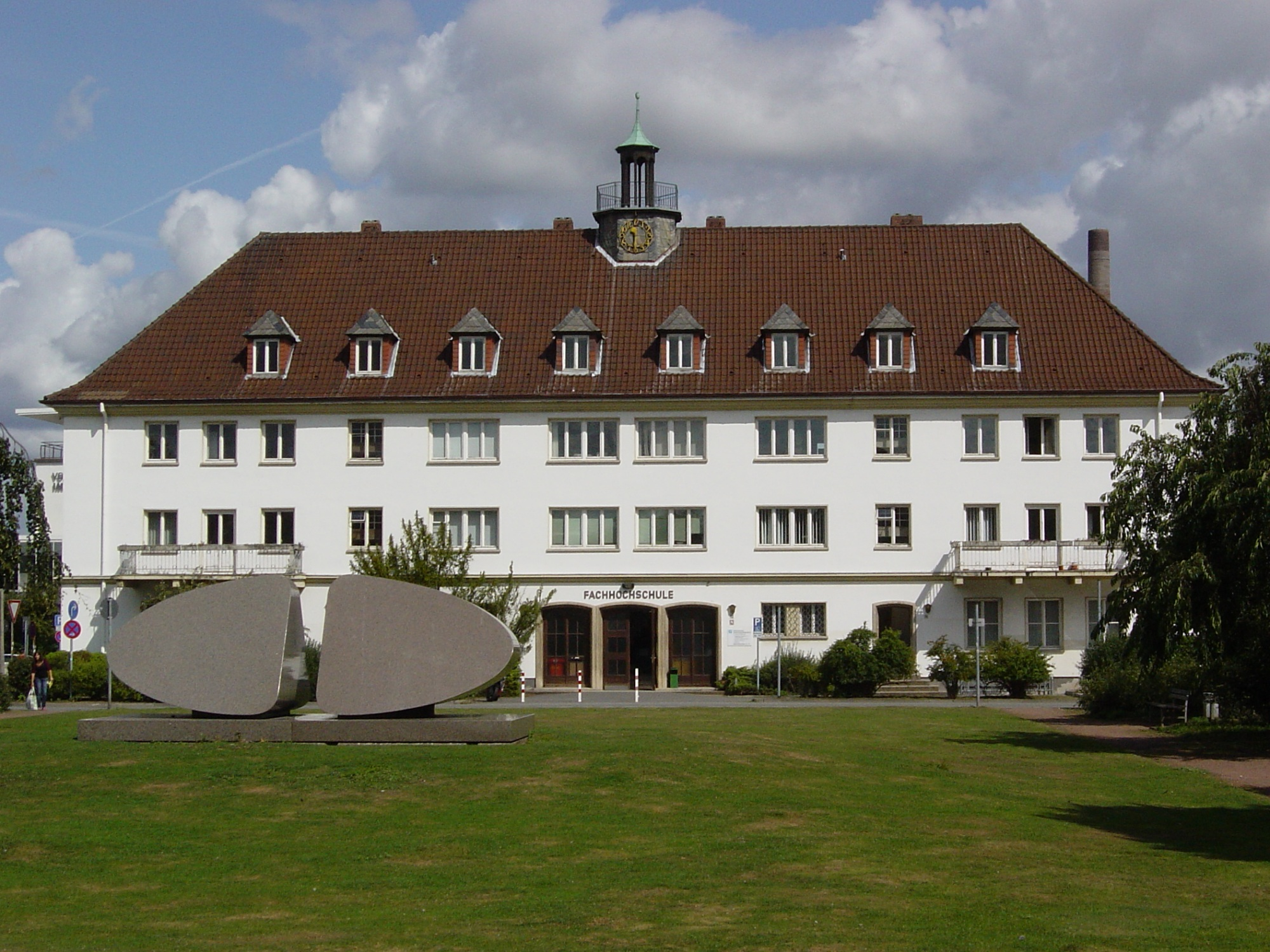
Ostfalia Hochschule und Plastik „Rückblick“

### Hochschulen
- Seit 1988 befindet sich in Wolfsburg ein Standort der Ostfalia Hochschule für angewandte Wissenschaften, die 1971 durch Zusammenschluss der Staatlichen Ingenieurschule Wolfenbüttel mit der Höheren Fachschule für Sozialarbeit des Landes Niedersachsen entstand. Die sonstigen Standorte der Fachhochschule sind Wolfenbüttel, Salzgitter und Suderburg. Die Hochschule wurde im Jahre 2005 für 25 Millionen Euro erweitert, da stets ein erheblicher Bewerberüberhang besteht.
  - Fakultät Fahrzeugtechnik
  - Fakultät Gesundheitswesen
  - Fakultät Wirtschaft
  - Institute der Ostfalia Hochschule für angewandte Wissenschaften in Wolfsburg:
    - Institut für Fahrzeugbau Wolfsburg
    - Institut für Recycling
    - Institut für Fahrzeuginformatik und Fahrzeugelektronik
    - Wolfsburger Institut zur Betriebs- und Unternehmensentwicklung e. V.
- Die AutoUni ist eine unternehmenseigene Bildungseinrichtung der Volkswagen AG (VW) in der Stadt Wolfsburg. Sie wurde 2002 gegründet, die Eröffnung war 2007. Angeboten werden Bildungsprogramme für Postgraduierte, bis 2008 ausschließlich für Angehörige des VW-Konzerns.

### Forschung und Institute
- Institut für klinische Pathologie
- Zentrum für Entwicklungsdiagnostik und Sozialpädiatrie (ZEUS)
- Institut für klinische Chemie, Laboratoriums- und Transfusionsmedizin
- Das Klinikum der Stadt Wolfsburg ist das akademische Lehrkrankenhaus der Medizinischen Hochschule Hannover (MHH) und eines der größten in ganz Niedersachsen; es besitzt ein Einzugsgebiet von mehr als 180.000 Menschen und ist zweitgrößter Arbeitgeber der Stadt Wolfsburg.

Im Jahre 2003 haben über 26.000 Menschen an Wolfsburger Schulen und Instituten gelernt und studiert (Tendenz steigend).
Im Oktober 2003 wurde die Projektgruppe Nachhaltige Mobilität des Fraunhofer ICT gegründet. Vorrangiges Ziel der Projektgruppe ist die Stärkung der angewandten Forschung in den Bereichen Werkstoffe, Produkte und Verfahren.

## Ehrenbürger
Die Stadt Wolfsburg hat seit ihrer Gründung 20 Personen das Ehrenbürgerrecht verliehen. Drei weitere Ehrenbürger der ehemaligen Städte Fallersleben und Vorsfelde wurden im Zuge ihrer Eingemeindung am 1. Juli 1972 übernommen.

## Bekannte Personen
- Hans von Bartensleben (Hans der Reiche, 1512–1583), Glaubensschlichter, Schlossbaumeister, Armenstifter
- Gebhard Werner von Bartensleben (1675–1742), Besitzer von Schloss Wolfsburg
- Anna Adelheit Catharina von Bartensleben (1699–1756), Besitzerin von Schloss Wolfsburg
- Gebhard Werner Graf von der Schulenburg (1722–1788), Hofmarschall am preußischen Hofe, Begründer der Wolfsburger Linie der Grafen von der Schulenburg, geboren und aufgewachsen auf Schloss Wolfsburg im heutigen Stadtteil Alt-Wolfsburg
- Gebhard von der Schulenburg-Wolfsburg (1763–1818), Besitzer von Schloss Wolfsburg, Präsident der Reichsstände, Politiker im Herzogtum Braunschweig
- Werner von der Schulenburg-Wolfsburg (1792–1861), Fideikommissherr von Schloss Wolfsburg und Erbauer der Kolonie Rothenfelde
- Hoffmann von Fallersleben, bürgerlich August Heinrich Hoffmann (1798–1874), Germanist, Sprachforscher, Bibliothekar, (Lieder-)Dichter („Das Lied der Deutschen“), geboren und aufgewachsen im heutigen Stadtteil Fallersleben
- Georg Gottfried Keuffel (1798–1771), deutscher Philosoph und Hochschullehrer, geboren im heutigen Stadtteil Alt-Wolfsburg
- Günther von der Schulenburg (1819–1895), Besitzer von Schloss Wolfsburg und Mitglied des Preußischen Herrenhauses
- Heinrich Büssing (1843–1929), Fahrzeugkonstrukteur, Großunternehmer, geboren und aufgewachsen im heutigen Stadtteil Nordsteimke
- Werner-Karl-Hermann Graf von der Schulenburg-Wolfsburg (1857–1924), Fideikommissherr von Schloss Wolfsburg und Mitglied des Preußischen Herrenhauses
- Hanns Kerrl (1887–1941), Politiker (NSDAP), geboren und aufgewachsen im heutigen Stadtteil Fallersleben
- Heinrich Seliger (1888–1956), Lehrer und Kommunalpolitiker, geboren im heutigen Stadtteil Alt-Wolfsburg
- Günther Graf von der Schulenburg-Wolfsburg (1891–1985), Fideikommissherr von Schloss Wolfsburg, Ehrenbürger
- Gustav Kurt Beck (1902–1983), österreichischer Maler, wirkte lange Zeit bis zu seinem Tod in Wolfsburg
- Titus Taeschner (1905–1997), Architekt und Städteplaner, lebte und wirkte lange in der Stadt
- Heinrich Heidersberger (1906–2006), Künstler, Fotograf, Ehrenbürger, lebte von 1961 bis zu seinem Tod in Wolfsburg
- Peter Koller (1907–1996), NSDAP-Mitglied, Architekt und Stadtplaner, maßgeblich an Planung und Bau der Stadt beteiligt

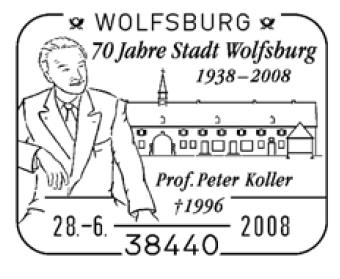
Sonderstempel zum 70. Stadtgründungstag, Abbildung von Koller und des zentralen Gebäudes am Steimker Berg

- Horus Engels (1914–1991), Künstler, Bildhauer, lebte und wirkte in Wolfsburg
- Sibylle von Schieszl (1918–2010), Physikerin und Managerin in der Automobilindustrie, wurde der Frauenort in Wolfsburg gewidmet
- Peter Szaif (1923–1970), Bildhauer, lebte in Wolfsburg und schuf zahlreiche Kunstwerke im öffentlichen Raum
- Hermann Kracht (1929–2011), Bildhauer, lebte und wirkte in Wolfsburg
- Volkmar Köhler (1930–2012), ehemaliger Oberbürgermeister und Ratsherr der Stadt Wolfsburg, ehemaliger Parlamentarischer Staatssekretär in der Bundesregierung, Ehrenbürger
- Dorothea Chabert (1931–2021), Keramik-Künstlerin, lebte von 1972 bis 2015 auf Schloss Wolfsburg
- Arnulf Baumann (1932–2022), Geistlicher und ehemaliger Leiter des Diakonischen Werks in Wolfsburg, Vertreter der Bessarabiendeutschen, Träger des Bundesverdienstkreuzes
- Günzel Graf von der Schulenburg-Wolfsburg (1934–2018), Land- und Forstwirt, Unternehmer und Pferdesportler, geboren auf Schloss Wolfsburg, lebte von 1945 bis zu seinem Tod im heutigen Stadtteil Nordsteimke
- Rudolf Graf von der Schulenburg-Wolfsburg (* 1937), BMW-Manager und Präsident des Automobilclubs von Deutschland, geboren in Wolfsburg
- Ilse Schwipper (1937–2007), Anarchafeministin und Begründerin der Wolfsburger Kommunen Bäckergasse und K 3
- Gottfried Münzenberg (1940–2024), Physiker, aufgewachsen in Wolfsburg
- Helmut W. Banz (1941–2012), Filmkritiker, Autor und Schauspieler, geboren in Wolfsburg
- Rainer Böhme (* 1943), Oberst der Nationalen Volksarmee (NVA), Militärwissenschaftler und Hochschullehrer für Militärwissenschaft, geboren in Wolfsburg
- Rolf Schnellecke (* 1944), Oberbürgermeister 2001–2011, Ehrenbürger, geboren in der Stadt des KdF-Wagens, heute Wolfsburg
- Rolf-Dieter Postlep (* 1946), Ökonom, Universitätspräsident, geboren in Wolfsburg
- Dieter Pötschke (1946–2022), Mathematiker, Historiker und Politiker (SPD), geboren in Wolfsburg
- Hans-Peter Beck (* 1947), Ingenieur und Hochschullehrer, geboren im heutigen Stadtteil Ehmen
- Wolfgang Wolter (1947–2005), Schauspieler, geboren und aufgewachsen in Wolfsburg
- Christian Becksvoort (* 1949), US-amerikanischer Möbeltischler und Autor, geboren in Wolfsburg
- Rainer Marggraf (* 1949), Umweltökonom, geboren in Wolfsburg
- Matthias Mülmenstädt (1949–2021), Diplomat und Botschafter, geboren in Wolfsburg
- Lothar Krist (* 1951), Jazzmusiker, geboren im heutigen Stadtteil Fallersleben
- Margit Müller (* 1952), Hockey-Weltmeisterin, wirkte als Sportlerin und Lehrerin in Wolfsburg
- Wolfgang Schneider (* 1952), Arzt für Psychiatrie, Sozialmedizin und Psychoanalyse, Hochschullehrer, geboren in Wolfsburg
- Christine Kramer (* 1954), Juristin, Staatsrätin der Freien Hansestadt Bremen
- Gabriele von Lutzau (* 1954 in Wolfsburg als Gabriele Dillmann), Künstlerin und Bildhauerin, Stewardess während der Entführung des Flugzeugs „Landshut“, von der Boulevardpresse als Engel von Mogadischu bezeichnet wurde, Trägerin des Bundesverdienstkreuzes
- Uwe Meinicke (* 1955), Boxer, geboren in Wolfsburg
- Burkhard Göke (* 1956), Arzt, Direktor und Vorstandsvorsitzender des Universitätsklinikums Hamburg-Eppendorf, geboren in Wolfsburg
- Bernhard Mattes (* 1956), Unternehmer, Geschäftsführer der Ford-Werke, geboren in Wolfsburg
- Wolfgang Müller (* 1957), Künstler, Musiker, Autor, geboren und aufgewachsen in Wolfsburg
- Volker Tresp (* 1957), Physiker, Informatiker und Hochschullehrer, geboren und aufgewachsen in Wolfsburg
- Detlef Günther (* 1958), Künstler und Erfinder, geboren in Wolfsburg
- Norbert Krause (* 1959), Chemiker und Hochschullehrer, geboren in Wolfsburg
- Siegfried Reich (* 1959), ehemaliger Fußballspieler, geboren und aufgewachsen in Fallersleben
- Joachim Franz (* 1960), Extremsportler, geboren in Wolfsburg, lebt und wirkt dort
- Waldemar Josef (* 1960), Fußballspieler, geboren in Wolfsburg
- Manuela Kuck (* 1960), Schriftstellerin, geboren und aufgewachsen in Wolfsburg
- Helmut Kulitz (* 1960), Diplomat, geboren in Wolfsburg
- Thomas Rettke (* 1960), Sänger und Produzent, Bandgründer, geboren in Wolfsburg
- Peter Bialobrzeski (* 1961), Fotograf, Hochschulprofessor, geboren in Wolfsburg
- Ingolf Viereck (* 1962), Politiker (SPD), Mitglied des Niedersächsischen Landtags, geboren in Wolfsburg
- Karin Janke (* 1963), Leichtathletin und Olympiateilnehmerin, geboren in Wolfsburg
- Max Müller (* 1963), Musiker, Sänger und Bandleader, geboren und aufgewachsen in Wolfsburg
- Iris Brosch (* 1964), Fotografin und Videokünstlerin, geboren und aufgewachsen in Wolfsburg
- Silke Geertz (* 1964), Theater- und Filmschauspielerin, geboren in Wolfsburg
- Steffen Kluge (* 1964), Künstler und Fotograf, geboren und aufgewachsen in Wolfsburg
- Barbara Otte-Kinast (* 1964), Landwirtin und Politikerin (CDU), geboren in Wolfsburg
- Eckhardt Schultz (* 1964), Ruderer, Olympiasieger im Achter, geboren in Wolfsburg
- Robert Koch (* 1965), Jurist und Hochschullehrer, geboren in Wolfsburg
- Frank Lüdke (* 1965), evangelischer Theologe und Hochschullehrer, geboren und aufgewachsen in Wolfsburg
- Sven Schuster (* 1965), Jazzmusiker, geboren in Wolfsburg
- Gerald Lembke (* 1966), Betriebswirt mit dem Schwerpunkt Social Media Marketing, geboren in Wolfsburg
- Holger Reichard (* 1966), Autor, geboren in Wolfsburg
- Achim Wohlgethan (* 1966), ehemaliger Soldat der Bundeswehr und Buchautor, geboren in Wolfsburg
- Armin Baumgarten (* 1967), Maler und Bildhauer, geboren in Wolfsburg
- Friedemann Buddensiek (* 1967), Philosoph, geboren in Wolfsburg
- Sascha Grabow (* 1968), Globetrotter, Autor und Fotograf, geboren in Wolfsburg
- Ralf Groene (* 1968), Industriedesigner, geboren in Wolfsburg
- Claudia Schilling (* 1968), Politikerin (SPD), geboren und aufgewachsen in Wolfsburg
- Heiko Thoms (* 1968), Diplomat und politischer Beamter, geboren in Wolfsburg
- Sanne Wohlenberg (* 1968), Film- und Fernsehproduzentin, geboren und aufgewachsen in Wolfsburg
- Detlef Rhein (* 1969), Designer und Hochschullehrer
- Anselm Rose (* 1969), Intendant der Dresdner Philharmonie, geboren in Wolfsburg
- Edward Berger (* 1970), Filmregisseur und Drehbuchautor, Oscar-Preisträger, geboren in Wolfsburg
- Ilja Braun (* 1970), Verlagslektor, Journalist und Übersetzer, geboren in Wolfsburg
- Dero Goi (* 1970), Musiker, geboren und aufgewachsen in Wolfsburg
- Sascha Paeth (* 1970), Musiker, Produzent, geboren und aufgewachsen in Wolfsburg
- Sven Froberg (* 1971), Sportjournalist, geboren in Wolfsburg
- Heidi Schmidt (1972–2010), Schriftstellerin, Kinderbuchautorin, geboren in Wolfsburg
- Matthias Brodowy (* 1972), Kabarettist und Musiker, aufgewachsen in Wolfsburg
- Paultheo von Zezschwitz (* 1972), Chemiker und Unternehmer, geboren in Wolfsburg
- Matthias Bethge (* 1973), Neurowissenschaftler, geboren in Wolfsburg
- Daniel Erdmann (* 1973), Jazzsaxophonist und -flötist, geboren in Wolfsburg
- Astrid Vits (* 1973), Journalistin und Nachrichtensprecherin, geboren in Wolfsburg
- Monika Müller (* 1974), Politikerin (SPD), von 2018 bis 2023 Sozialdezernentin der Stadt Wolfsburg
- Katja Giammona (* 1975), Schauspielerin, geboren und aufgewachsen in Wolfsburg
- Felix Lee (* 1975), deutsch-chinesischer Journalist, geboren in Wolfsburg
- Stephan Schiffers (* 1975), Filmregisseur und Drehbuchautor, aufgewachsen in Wolfsburg
- Valeska Homburg (* 1976), Sportreporterin, geboren und aufgewachsen in Wolfsburg
- Graziella de Santis (* 1976), Schauspielerin, geboren und aufgewachsen in Wolfsburg
- Axel von der Ohe (* 1977), Dezernent bei der Stadt Hannover
- Jan Schanda (* 1977), Fußballspieler, geboren und aufgewachsen in Wolfsburg
- Michael Seemann (* 1977), Kulturwissenschaftler, Sachbuchautor und Journalist, geboren in Wolfsburg
- Stefanie Gottschlich (* 1978), Fußballspielerin, geboren und aufgewachsen in Wolfsburg
- Heinrich Schiffers (* 1978), Musiker und Filmkomponist, geboren und aufgewachsen in Wolfsburg
- Daniel Eichholz (* 1978), Musiker, geboren und aufgewachsen in Wolfsburg
- René Oltmanns (* 1979), Schauspieler, aufgewachsen in Wolfsburg
- Lars-Uwe Lang (* 1980), Handballspieler, geboren und aufgewachsen in Wolfsburg
- Ijad Madisch (* 1980), Virologe, Gründer von Researchgate, geboren in Wolfsburg
- Janne Schäfer (* 1981), Schwimmerin, aufgewachsen in Wolfsburg
- Nils Waterstraat (* 1983), Mathematiker und Hochschullehrer, geboren in Wolfsburg
- Falko Mohrs (* 1984), Politiker (SPD), Minister, Mitglied des Deutschen Bundestages, geboren und aufgewachsen in Wolfsburg
- Anna-Katharina Samsel (* 1985), Eiskunstläuferin, Model, Schauspielerin, aufgewachsen in Wolfsburg
- Sergej Karimow (1986–2019), Fußballspieler, Nationalspieler der kasachischen Fußballnationalmannschaft, aufgewachsen in Wolfsburg
- Jonas Deumeland (* 1988), Fußballspieler, geboren und aufgewachsen in Wolfsburg
- Dennis Riemer (* 1988), Fußballspieler, geboren und aufgewachsen in Wolfsburg
- Mike Könnecke (* 1988), Fußballspieler, geboren und aufgewachsen in Wolfsburg
- Julian Klamt (* 1989), Fußballspieler, geboren in Wolfsburg
- Oliver Kragl (* 1990), Fußballspieler, geboren in Wolfsburg
- Kevin Wolze (* 1990), Fußballspieler, geboren und aufgewachsen in Wolfsburg
- Senta-Sofia Delliponti (* 1990), auch Oonagh, Sängerin und Musicaldarstellerin, geboren in Wolfsburg
- A.n.d.r.e. (* 1992), Sänger, geboren in Wolfsburg
- Nils Winter (* 1993), Fußballspieler, geboren in Wolfsburg
- Manon Klett (* 1996), Fußballspielerin, geboren und aufgewachsen in Wolfsburg
- Leon Bätge (* 1997), Fußballspieler, geboren und aufgewachsen in Wolfsburg
- Sophie Scheder (* 1997), Turnerin, geboren und teilweise aufgewachsen in Wolfsburg
- Nick Otto (* 1999), Fußballspieler, geboren und aufgewachsen in Wolfsburg
- Yari Otto (* 1999), Fußballspieler, geboren und aufgewachsen in Wolfsburg
- Dante YN (* 2001 oder 2002), Rapper, aufgewachsen in Wolfsburg
- Maraike Kusian (* 2002), Handballspielerin, geboren in Wolfsburg